# فرهنگ غربی

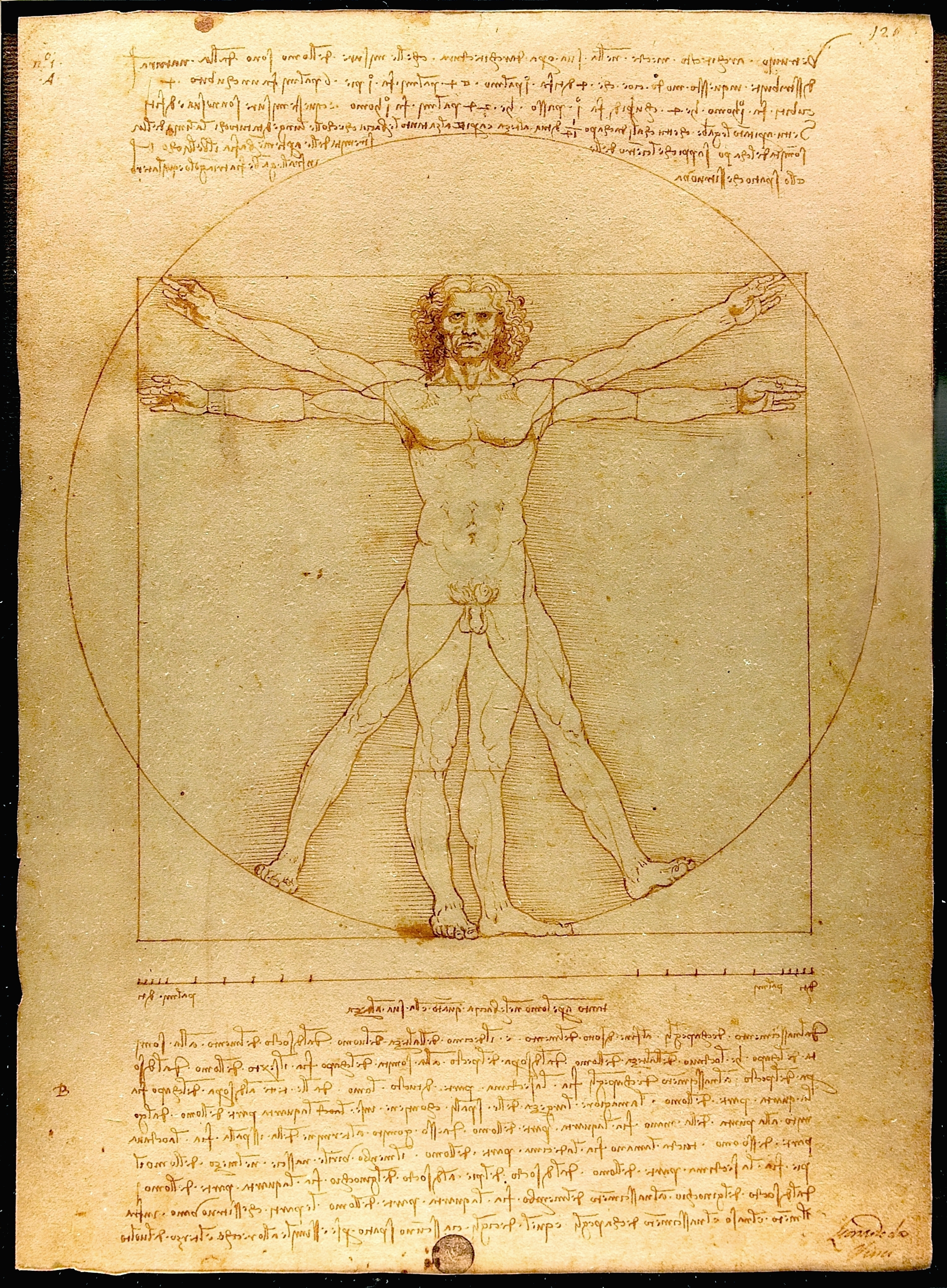
مرد ویترویوسی اثر لئوناردو داوینچی. بر اساس همبستگی تناسبات ایده‌آل انسان با هندسه که توسط معمار رومی باستان ویترویوس در کتاب سوم رساله در باب معماری شرح داده شده‌است.

فرهنگ باختری که با نام‌های تمدن غربی، فرهنگ غرب یا جامعه غربی نیز شناخته می‌شود، اصطلاحی است که به میراث فرهنگی متنوع، هنجارهای اجتماعی، ارزش‌های اخلاقی، آداب و رسوم سنتی، نظام‌های اعتقادی، نظام‌های سیاسی، مصنوعات فرهنگی و فناوری‌های جهان غرب اشاره دارد.. این اصطلاح ممکن است به فرهنگ کشورهای دارای پیوندهای تاریخی با یک کشور اروپایی یا تعدادی از کشورهای اروپایی و تنوع فرهنگ در خود اروپا اشاره کند. اولین مفهوم اروپا به عنوان یک حوزه فرهنگی (به جای صرفاً یک اصطلاح جغرافیایی) در طول رنسانس کارولینژی قرن ۹ ظاهر شد که به قلمروهای مسیحیت غربی منعکس شد. با این حال، «اروپایی» به عنوان اصطلاح فرهنگی شامل سرزمین‌هایی نمی‌شد که کلیسای ارتدکس یا اسلام تا قرن نوزدهم در آن مذهب غالب را نمایندگی می‌کردند. فرهنگ غربی از اختلاط فرهنگ یونانی-رومی، فرهنگ مسیحی و فرهنگ آلمانی سرچشمه می‌گیرد.
گسترش فرهنگ یونانی به جهان هلنیستی، مدیترانهٔ شرقی منجر به سنتز بین فرهنگ یونان و خاور نزدیک شدو پیشرفت‌های عمده در ادبیات، مهندسی و علم، و فرهنگ گسترش مسیحیت اولیه و عهد جدید یونانی داشت. این دوره با رم همپوشانی داشت و پس از آن به دنبال آن بود که سهم کلیدی در قانون، دولت، مهندسی و سازمان سیاسی داشت.
فرهنگ غرب با مجموعه ای از مضامین و سنت‌های هنری، فلسفی، ادبی و حقوقی مشخص می‌شود. مسیحیت، در درجه اول کلیسای کاتولیک رومی، و بعداً پروتستانتیسمحداقل از قرن چهارم نقش برجسته‌ای در شکل‌گیری تمدن غرب ایفا کرده‌است. همان‌طور که یهودیت انجام داد. سنگ بنای تفکر غربی که از یونان باستان آغاز شدو تداوم در قرون وسطی و رنسانس، ایده خردگرایی در حوزه‌های مختلف زندگی است که توسط فلسفه هلنیستی، مکتب و انسان‌گرایی توسعه یافته‌است. تجربه‌گرایی بعدها به روش علمی، انقلاب علمی و عصر روشنگری منجر شد.

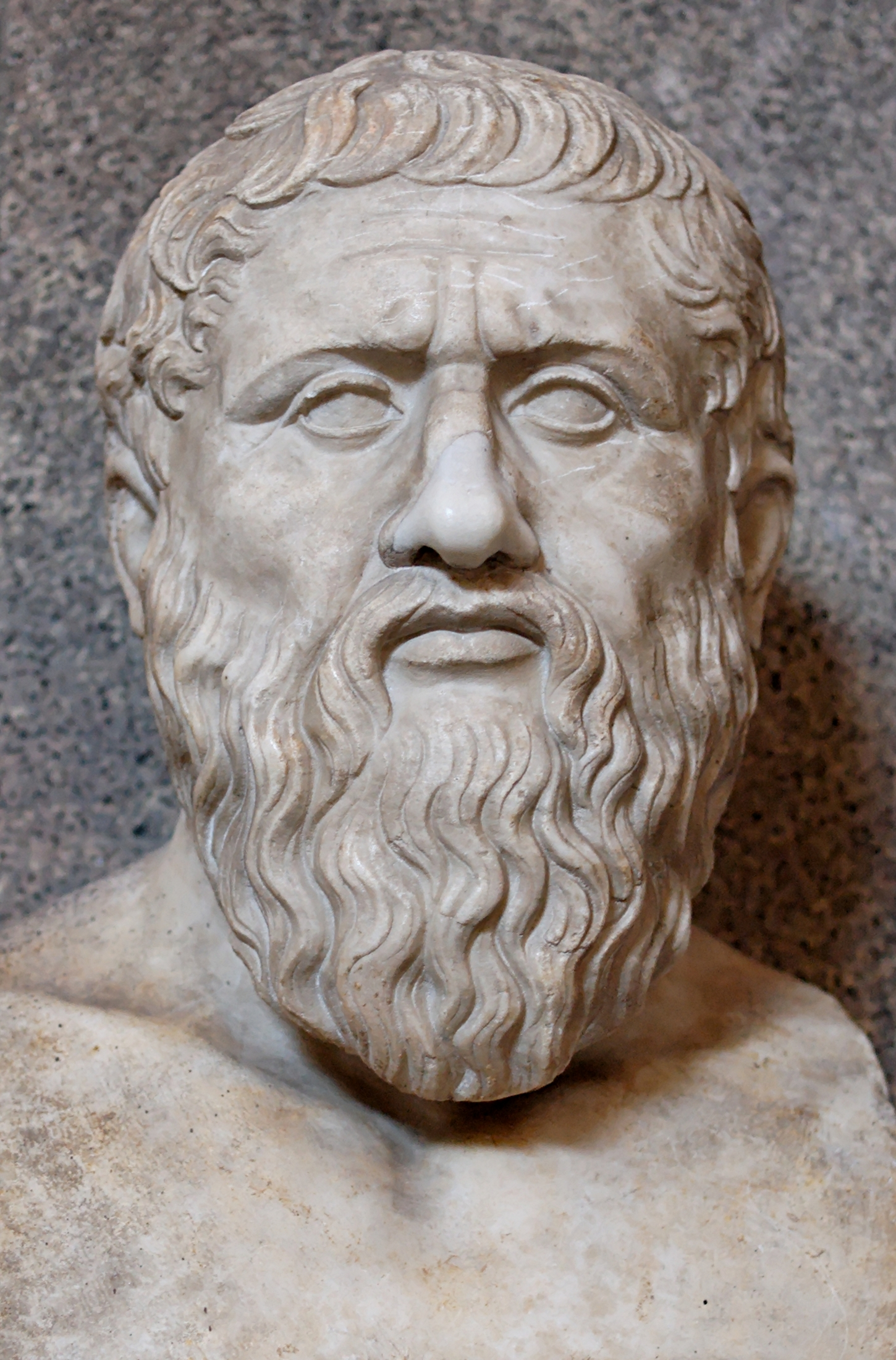
افلاطون، مسلماً تأثیرگذارترین شخصیت در کل فلسفه غرب، عملاً بر تمام فلسفه و الهیات غرب و خاورمیانه بعدی تأثیر گذاشته‌است.

فرهنگ غرب با مسیحی شدن جامعه اروپایی در قرون وسطی، اصلاحات ناشی از رنسانس قرون وسطی، نفوذ جهان اسلام از طریق اندلس و سیسیل (شامل انتقال تکنولوژی از شرق، و ترجمه لاتینی از شرق به رشد خود ادامه داد). متون عربی در مورد علم و فلسفه توسط فیلسوفان اسلامی یونانی و یونانی، و رنسانس ایتالیا به عنوان دانشمندان یونانی که پس از سقوط قسطنطنیه فرار کردند، سنت‌ها و فلسفه کلاسیک را به ارمغان آوردند. این تغییر عمده برای کشورهای غیر غربی و مردم آنها شاهد تحولی در نوسازی در آن کشورها بود. مسیحیت قرون وسطی با ایجاد دانشگاه مدرن، سیستم بیمارستانی مدرن، اقتصاد علمی، و قانون طبیعی (که بعداً بر ایجاد حقوق بین‌الملل تأثیر گذاشت) اعتبار دارد. مسیحیت در پایان دادن به اعمال رایج در میان مشرکان اروپایی در آن زمان، مانند قربانی کردن انسان و کودک کشی نقش داشت. فرهنگ اروپایی با طیف پیچیده‌ای از فلسفه، مکتب قرون وسطی، عرفان و اومانیسم مسیحی و سکولار توسعه یافت. در طول دوران طولانی تغییر و شکل‌گیری، با آزمایش‌های عصر روشنگری و پیشرفت‌هایی در علوم، توسعه یافت. گرایش‌هایی که جوامع مدرن غربی را تعریف می‌کنند عبارتند از: مفهوم کثرت گرایی سیاسی، فردگرایی، خرده فرهنگ‌ها یا ضد فرهنگ‌های برجسته (مانند جنبش‌های عصر جدید) و افزایش همزمانی فرهنگی ناشی از جهانی شدن و مهاجرت انسانی.

## واژه‌شناسی

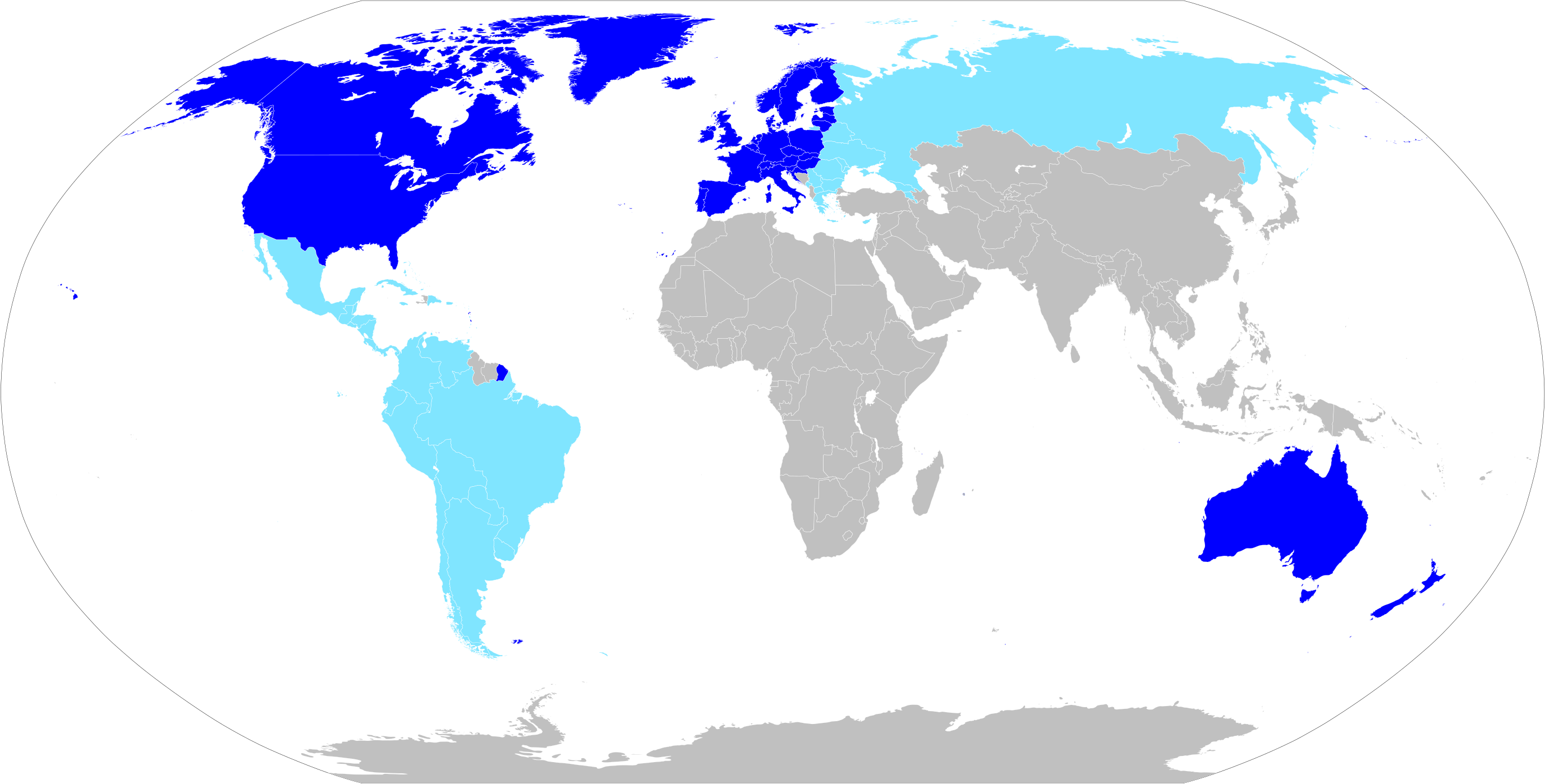
کشورهای غربی به رنگ آبی‌تیره، کشورهای آمریکای لاتین (آمریکای مرکزی و جنوبی) و کشورهای مسیحی ارتدکس (اروپای شرقی) به رنگ آبی‌فیروزه‌ای. مطابق تعریف ساموئل هانتینگتون در برخورد تمدن‌هاجهان تمدن‌ها: پس از سال ۱۹۹۰، نقشه ای از برخورد تمدن‌ها اثر هانتینگتون (۱۹۹۶) که ۹ تمدن اصلی جهان را نشان می‌دهد: غربی، آمریکای لاتین، ارتدکس، اسلامی، سینی، بودایی، ژاپنی، هندو و آفریقایی.

«غرب» به عنوان یک منطقه جغرافیایی نامشخص است. در مورد اینکه کدام ملت‌ها باید یا نباید در این دسته قرار گیرند، چه زمانی و چرا باید اختلاف نظر وجود دارد. مطمئناً اصطلاحات مفهومی مرتبط در طول زمان از نظر دامنه، معنا و کاربرد تغییر کرده‌است. اصطلاح «غربی» از وابستگی یا برداشتی از یک فلسفه مشترک، جهان بینی، میراث سیاسی و مذهبی مبتنی بر جهان یونانی-رومی، میراث امپراتوری روم، و مفاهیم قرون وسطایی جهان مسیحیت استوار است. به عنوان مثال، اینکه آیا امپراتوری روم شرقی (که به‌طور نابهنگام/جنجال به آن امپراتوری بیزانس می‌گویند) یا کشورهایی که به شدت تحت تأثیر میراث آن قرار گرفته‌اند، باید به عنوان «غربی» به حساب آیند، نمونه ای از ابهام احتمالی این واژه است. این سوالات می‌توان به ماهیت وابستگی فرهنگ رومی به فرهنگ یونان کلاسیک، زبان پایدار یونانی شرقی و غربی لاتین - انشعاب در داخل امپراتوری روم، و در نهایت تجزیه دائمی امپراتوری روم در سال ۳۹۵ به دو نیمه غربی و شرقی ردیابی کرد. . و شاید، در بدترین حالت، که با انتقال پاپ لئو سوم از امپراتوری روم از امپراتوری روم شرقی به شاه فرانک شارلمانی در قالب امپراتوری روم مقدس در سال ۸۰۰، انشعابات بزرگ ۱۰۵۴ و جنگ صلیبی چهارم ویرانگر در سال ۱۲۰۴ به اوج خود رسید. برعکس، سنت‌های دانش‌پژوهی پیرامون افلاطون، ارسطو و اقلیدس در غرب کاتولیک فراموش شده بود و توسط ایتالیایی‌ها از دانشمندان فراری از سقوط امپراتوری روم شرقی در سال ۱۴۵۳ دوباره کشف شد. رنسانس بعدی، تلاش آگاهانه اروپایی‌ها برای احیا و پیشی گرفتن از ایده‌ها و دستاوردهای جهان یونانی-رومی، سرانجام عصر اکتشاف، انقلاب علمی، عصر روشنگری و انقلاب صنعتی متعاقب آن را تشویق کرد. به‌طور مشابه، روابط پیچیده بین تقریباً همه کشورها و مناطق در یک «غرب» تعریف شده گسترده را می‌توان در پرتو چشم‌انداز سیاسی متلاشی شده مداوم مورد بحث قرار داد که منجر به عدم یکنواختی و تنوع قابل توجه بین فرهنگ‌های مختلف وابسته به این فرهنگ اجتماعی-فرهنگی مشترک می‌شود. میراث؛ بنابراین، فرهنگ‌هایی که با غرب و معنای «غربی» بودن یکی می‌شوند، در طول زمان با تغییر شرایط ژئوپلیتیکی یک مکان و تغییر اصطلاحات، تغییر می‌کنند.
تعیین اینکه کدام افراد یا مکان‌ها یا گرایش‌ها در کدام دسته قرار می‌گیرند دشوار است و تضاد شرق و غرب گاهی به عنوان نسبی‌گرایانه و دلبخواهی مورد انتقاد قرار می‌گیرد. جهانی اندیشه‌های غربی را چنان گسترش داده‌است که تقریباً همه فرهنگ‌های مدرن، تا حدی تحت تأثیر جنبه‌های فرهنگ غربی هستند. دیدگاه‌های کلیشه‌ای از «غرب» با عنوان «غرب‌گرایی»، به موازات «شرق‌شناسی» - اصطلاحی برای دیدگاه‌های کلیشه‌ای قرن نوزدهم از «شرق» شناخته می‌شوند.
برخی از فیلسوفان این پرسش را مطرح کرده‌اند که آیا فرهنگ غربی را می‌توان به لحاظ تاریخی یک مجموعه فکری یکپارچه و سالم در نظر گرفت. برای مثال، کوامه آنتونی آپیا در سال ۲۰۱۶ اشاره کرد که بسیاری از تأثیرات اساسی بر فرهنگ غرب - مانند تأثیرات فلسفه یونان - تا حدی در جهان اسلام نیز مشترک است. آپیا استدلال می‌کند که منشأ هویت غربی و اروپایی را می‌توان در حمله مسلمانان قرن هشتم به اروپا از طریق ایبریا جستجو کرد، زمانی که مسیحیان شروع به تشکیل یک هویت مشترک مسیحی یا اروپایی کردند. تواریخ معاصر لاتین از اسپانیا به فاتحان پیروزی فرانک‌ها بر بنی امیه در نبرد تورهای ۷۳۲ به عنوان «اروپایی ها» به گفته آپیا اشاره می‌کند که نشان دهنده یک احساس مشترک از هویت است.
مترادف سابق و اکنون کمتر قابل قبول برای «تمدن غرب»، «نژاد سفید» بود.
همان‌طور که اروپایی‌ها دنیای خارج از اروپا را کشف کردند، مفاهیم قدیمی سازگار شدند. منطقه ای که قبلاً شرق ("شرق") در نظر گرفته می‌شد، به دلیل تداخل منافع قدرت‌های اروپایی با میجی ژاپن و چین چین برای اولین بار در قرن نوزدهم، به خاور نزدیک تبدیل شد. بنابراین، جنگ چین و ژاپن در ۱۸۹۴–۱۸۹۵ در " خاور دور " رخ داد، در حالی که مشکلات پیرامون افول امپراتوری عثمانی به‌طور همزمان در خاور نزدیک رخ داد.  اصطلاح "خاورمیانه" در اواسط قرن ۱۹ شامل قلمرو شرق امپراتوری عثمانی اما غرب چین - ایران بزرگ و هند بزرگ - بود، اما اکنون در بیشتر زبان‌ها مترادف با "خاور نزدیک" استفاده می‌شود.
اولین تمدن‌هایی که بر توسعه فرهنگ غربی تأثیر گذاشت تمدن میان دو رود بود. منطقه سیستم رودخانه دجله-فرات، که عمدتاً مربوط به عراق امروزی، شمال شرقی سوریه، جنوب شرقی ترکیه و جنوب غربی ایران است: گهوارهٔ تمدن. مصر باستان به‌طور مشابه تأثیر زیادی بر فرهنگ غربی داشت.
یونانی‌ها خود را با همسایگان شرقی خود (مانند تروجان‌ها در ایلیاد) و همچنین همسایگان شمالی خود (که آنها را بربر می‌دانستند) در تضاد قرار دادند. مفاهیم غرب چیست از میراث امپراتوری روم غربی و شرقی برخاسته است. بعدها، ایده‌های غرب با مفاهیم مسیحیت لاتین و امپراتوری مقدس روم شکل گرفت. آنچه امروزه به عنوان تفکر غربی در نظر گرفته می‌شود، عمدتاً از سنت‌های یونانی-رومی و مسیحی با درجات متفاوتی از نفوذ اقوام ژرمنی، سلتیک و اسلاو سرچشمه می‌گیرد و شامل آرمان‌های قرون وسطی، رنسانس، اصلاحات و روشنگری می‌شود.

## غرب منطقه مدیترانه در دوران باستان

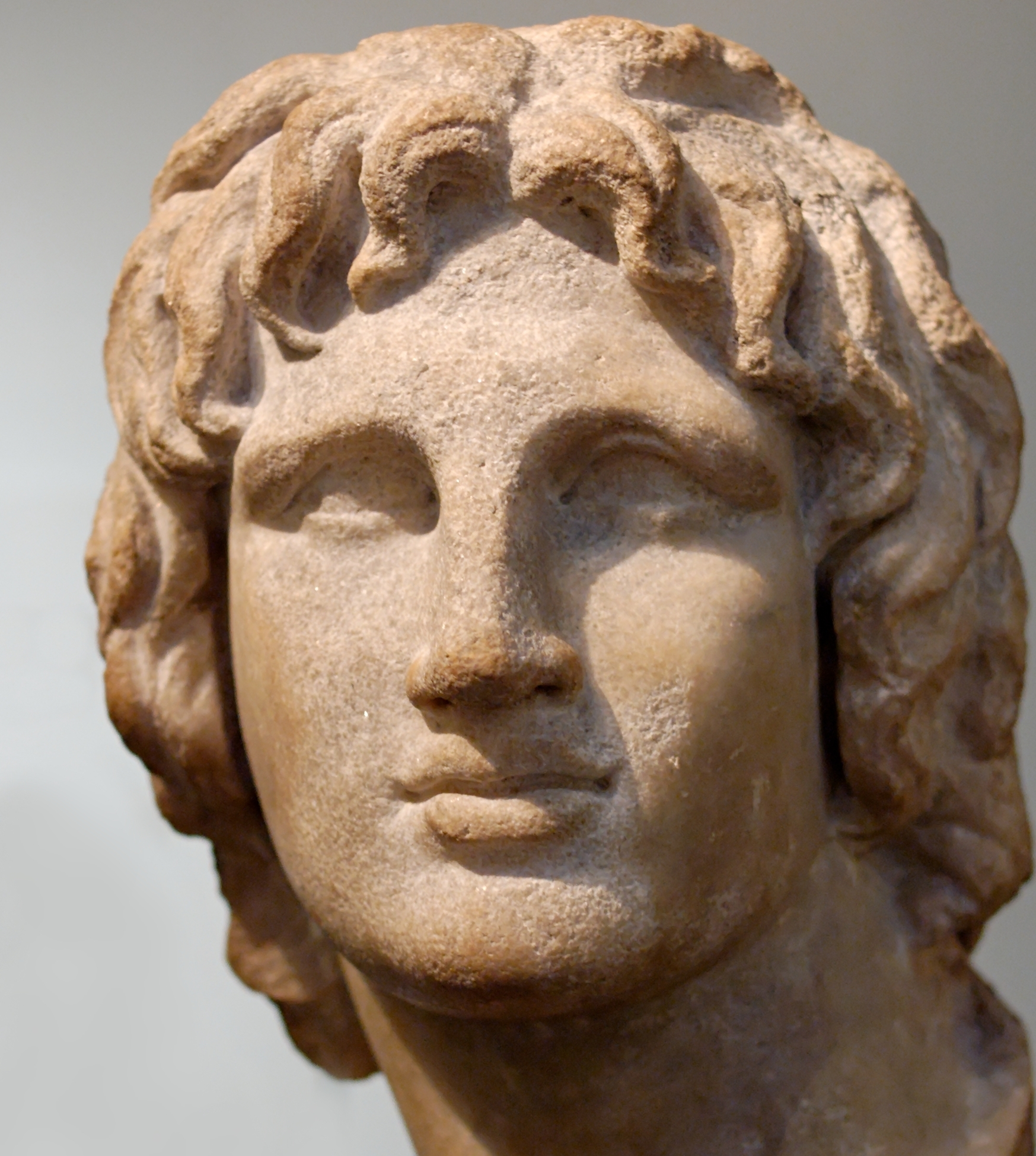
اسکندر مقدونی

در حالی که مفهوم «غرب» تا زمان ظهور جمهوری روم وجود نداشت، ریشه‌های این مفهوم را می‌توان به یونان باستان ردیابی کرد. از زمان ادبیات هومر (جنگ‌های تروا)، از طریق روایت‌های جنگ‌های ایرانیان و یونانیان توسط هرودوت، و درست تا زمان اسکندر مقدونی، الگوی تضاد بین یونانیان و تمدن‌های دیگر وجود داشت. یونانی‌ها احساس می‌کردند که متمدن‌ترین هستند و خود را (در صورت‌بندی ارسطو) چیزی بین تمدن‌های پیشرفته خاور نزدیک (که آنها را نرم و برده‌وار می‌نگرند) و بربرهای وحشی را شامل مردم شمال اروپا می‌دانستند. در این دوره نویسندگانی مانند هرودوت و گزنفون اهمیت آزادی در دنیای یونان باستان را در مقابل بردگی تصور شده دنیای به اصطلاح بربریت برجسته می‌کردند.
فتوحات اسکندر به ظهور تمدن هلنیستی منجر شد که نشان دهنده ترکیبی از فرهنگ یونانی و خاور نزدیک در منطقه مدیترانه شرقی بود. تمدن‌های خاور نزدیک مصر باستان و شام، که تحت سلطه یونانیان قرار گرفتند، بخشی از جهان هلنیستی شدند. مهم‌ترین مرکز آموزش هلنیستی مصر بطلمیوسی بود که دانشمندان یونانی، مصری، یهودی، ایرانی، فنیقی‌ها و حتی هندی را به خود جذب کرد. علم، فلسفه، معماری، ادبیات و هنر هلنیستی بعداً پایه‌ای را ایجاد کرد که توسط امپراتوری روم در حالی که اروپا و جهان مدیترانه را فرا گرفت، از جمله جهان هلنیستی در فتوحات خود در قرن اول پیش از میلاد، آن را پذیرفت و بر اساس آن بنا شد.
پس از فتح روم بر جهان هلنیستی، مفهوم «غرب» به وجود آمد، زیرا شکاف فرهنگی بین شرق یونان و غرب لاتین وجود داشت. امپراتوری روم غربی لاتین زبان شامل اروپای غربی و شمال غربی آفریقا بود، در حالی که امپراتوری روم شرقی یونانی زبان متشکل از بالکان، آسیای صغیر، مصر و شام بود. شرق «یونانی» به‌طور کلی از غرب «لاتین» ثروتمندتر و پیشرفته تر بود. به استثنای ایتالیا، ثروتمندترین استان‌های امپراتوری روم در شرق بودند، به ویژه مصر روم که ثروتمندترین استان رومی خارج از ایتالیا بود. با این وجود، سلت‌ها در غرب، هر زمان که فرصتی به آنها داده می‌شد، ادبیات مهمی را در دنیای باستان خلق می‌کردند (به عنوان مثال شاعر کیسیلیوس استاتیوس)، و خود مقدار زیادی از دانش علمی را توسعه دادند (همان‌طور که در تقویم کولیگنی آنها مشاهده می‌شود).

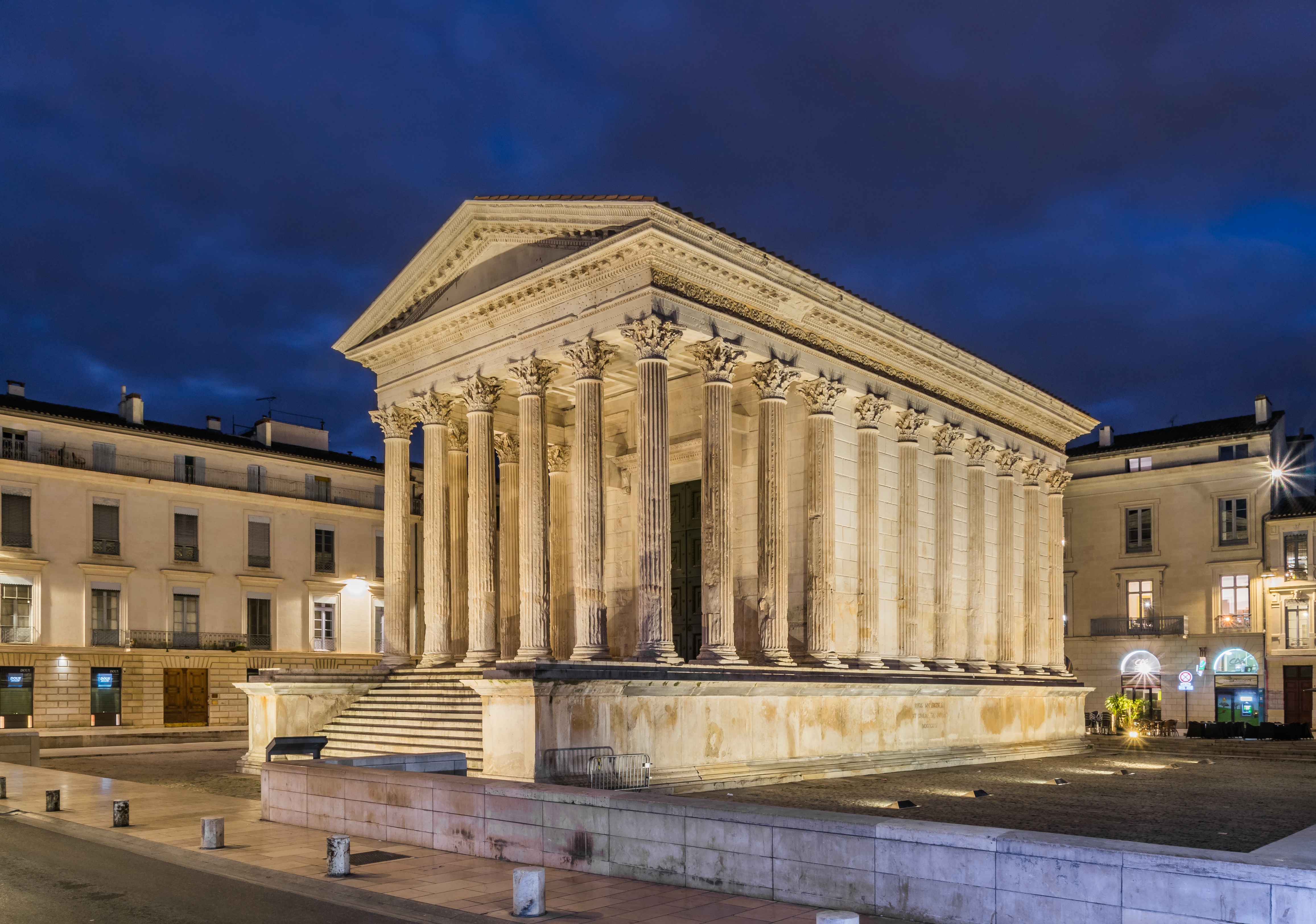
معبد مایسون کاری در نیم، یکی از بهترین معابد رومی حفظ شده‌است

برای حدود پانصد سال، امپراتوری روم شرق یونان را حفظ کرد و یک غرب لاتین را تثبیت کرد، اما یک تقسیم شرقی-غربی باقی ماند که در بسیاری از هنجارهای فرهنگی این دو منطقه، از جمله زبان، منعکس شد. سرانجام، امپراتوری به‌طور فزاینده ای به بخش غربی و شرقی تقسیم شد و ایده‌های قدیمی در مورد تضاد بین شرق پیشرفته و غرب ناهموار را احیا کرد.
از زمان اسکندر مقدونی (دوره هلنیستی)، تمدن یونان با تمدن یهود در تماس بود. مسیحیت سرانجام از ترکیب فرهنگ هلنی، فرهنگ رومی و یهودیت معبد دوم پدید آمد و به تدریج در سراسر امپراتوری روم گسترش یافت و پیشینیان و تأثیرات آن را تحت الشعاع قرار داد. ظهور مسیحیت بیشتر سنت و فرهنگ یونانی-رومی را تغییر داد. فرهنگ مسیحی شده مبنایی برای توسعه تمدن غربی پس از سقوط روم (که ناشی از فشار فزاینده بربرهای خارج از فرهنگ روم بود) خواهد بود. فرهنگ رومی نیز با فرهنگ‌های سلتیک، ژرمنی و اسلاو آمیخته شد، که به آرامی در فرهنگ غربی ادغام شد: عمدتاً با پذیرش مسیحیت شروع شد.
بت‌پرستی یونانی و رومی به تدریج با مسیحیت جایگزین شد، ابتدا با قانونی شدن آن با فرمان میلان و سپس فرمان تسالونیکی که آن را به کلیسای دولتی امپراتوری روم تبدیل کرد. مسیحیت کاتولیک رومی، به عنوان یک نیروی متحد کننده در بخش‌های مسیحی اروپا عمل کرد و از برخی جهات جایگزین مقامات سکولار یا رقابت با آنها شد. سنت مسیحی یهودی که از آن پدید آمده بود کاملاً از بین رفت و یهودی‌ستیزی به‌طور فزاینده ای تثبیت یا حتی یکپارچه جهان مسیحیت شد. بسیاری از هنر و ادبیات، حقوق، آموزش و سیاست در آموزه‌های کلیسا حفظ شده‌است.
در معنای وسیع‌تر، قرون وسطی، با برخورد پربارش بین استدلال فلسفی یونانی و توحید شام، محدود به غرب نبود، بلکه به شرق قدیم نیز کشیده شد. فلسفه و علم یونان کلاسیک پس از فروپاشی امپراتوری روم غربی، به غیر از مناطق دورافتاده رهبانی (به ویژه در ایرلند، که مسیحی شده بود، اما هرگز توسط روم فتح نشد) تا حد زیادی در اروپا فراموش شد. یادگیری دوران باستان کلاسیک در امپراتوری روم شرقی بهتر حفظ شد. قانون مدنی رومی بدنه قانون مدنس ژوستینیانوس در شرق در پایتخت او قسطنطنیه ایجاد شد، و آن شهر تجارت و کنترل سیاسی متناوب بر پاسگاه‌هایی مانند ونیز در غرب را برای قرن‌ها حفظ کرد. یادگیری کلاسیک یونانی نیز در جهان رو به رشد شرقی که به تدریج جایگزین کنترل رومی-بیزانسی به عنوان یک نیروی فرهنگی-سیاسی مسلط شد، گنجانده شد، حفظ شد و توضیح داده شد؛ بنابراین، بسیاری از آموخته‌های دوران باستان کلاسیک به آرامی در قرن‌های پس از فروپاشی امپراتوری روم غربی به تمدن اروپایی بازگردانده شد.

## غرب اروپا در قرون وسطی
غرب قرون وسطی به‌طور خاص به غرب کاتولیک «لاتین» اشاره داشت که در زمان سلطنت شارلمانی «فرانکی» نیز نامیده می‌شد، برخلاف شرق ارتدکس، جایی که یونانی زبان امپراتوری بیزانس باقی ماند.

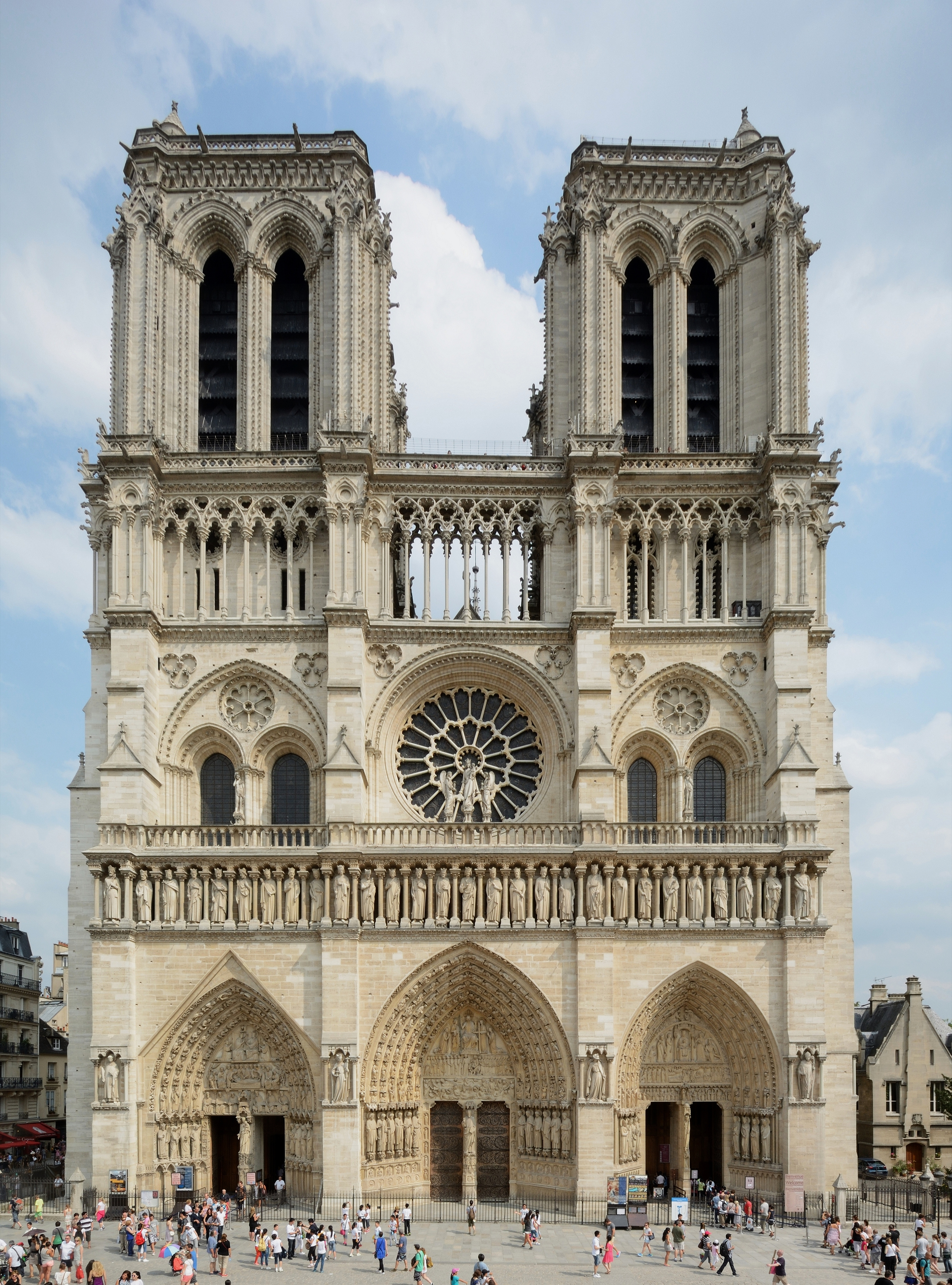
نوتردام، نمادین‌ترین کلیسای جامع گوتیک، که بین سال‌های ۱۱۶۳ و ۱۳۴۵ ساخته شد.

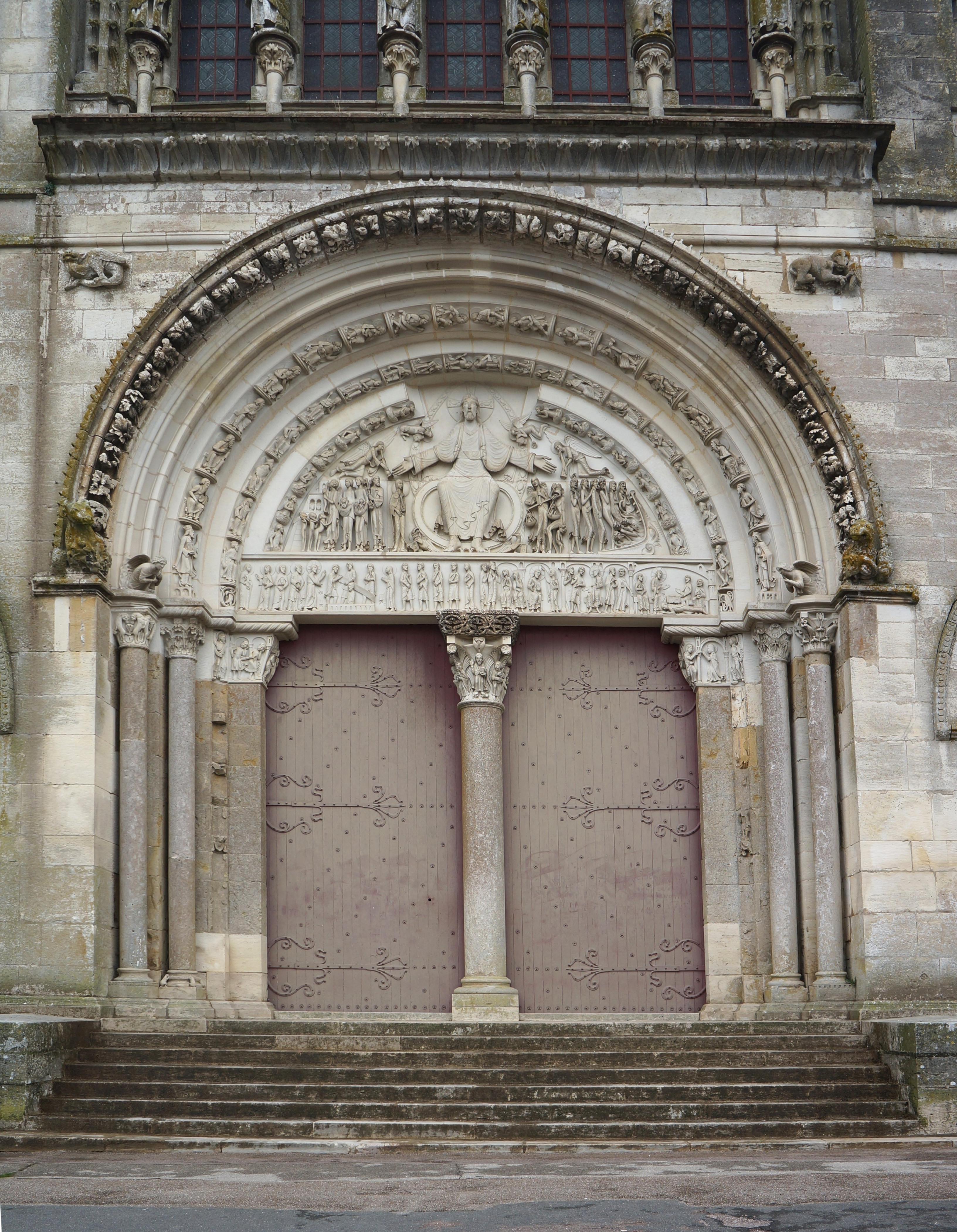
نقش برجسته سنگی عیسی، از صومعه ویزلای (بورگوندی، فرانسه)

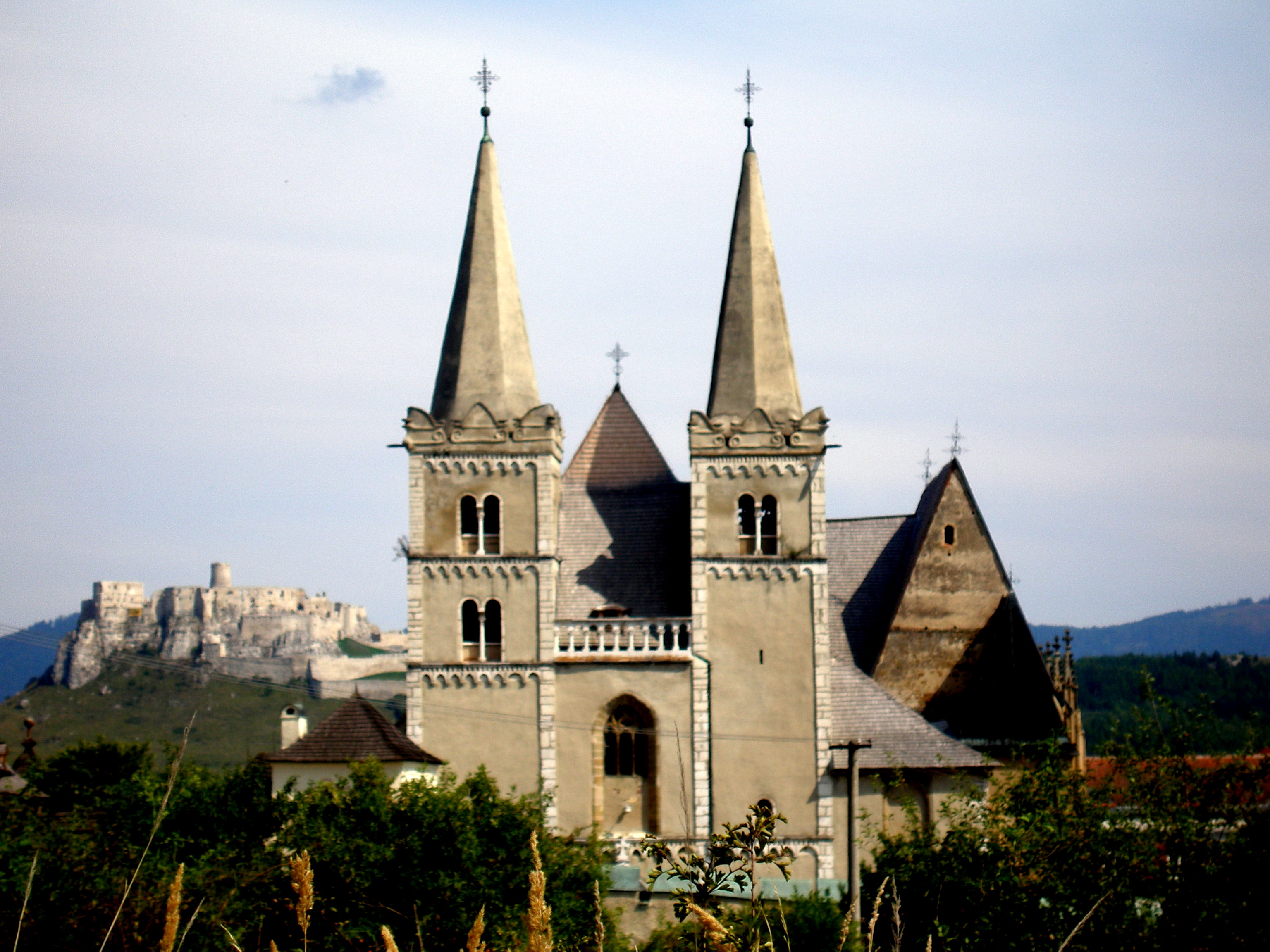
دو نماد اصلی تمدن غرب قرون وسطی در یک تصویر: کلیسای جامع سنت مارتین گوتیک در سپیشسکه پدهرادیه (اسلواکی) و قلعه سپیش در پشت کلیسای جامع.

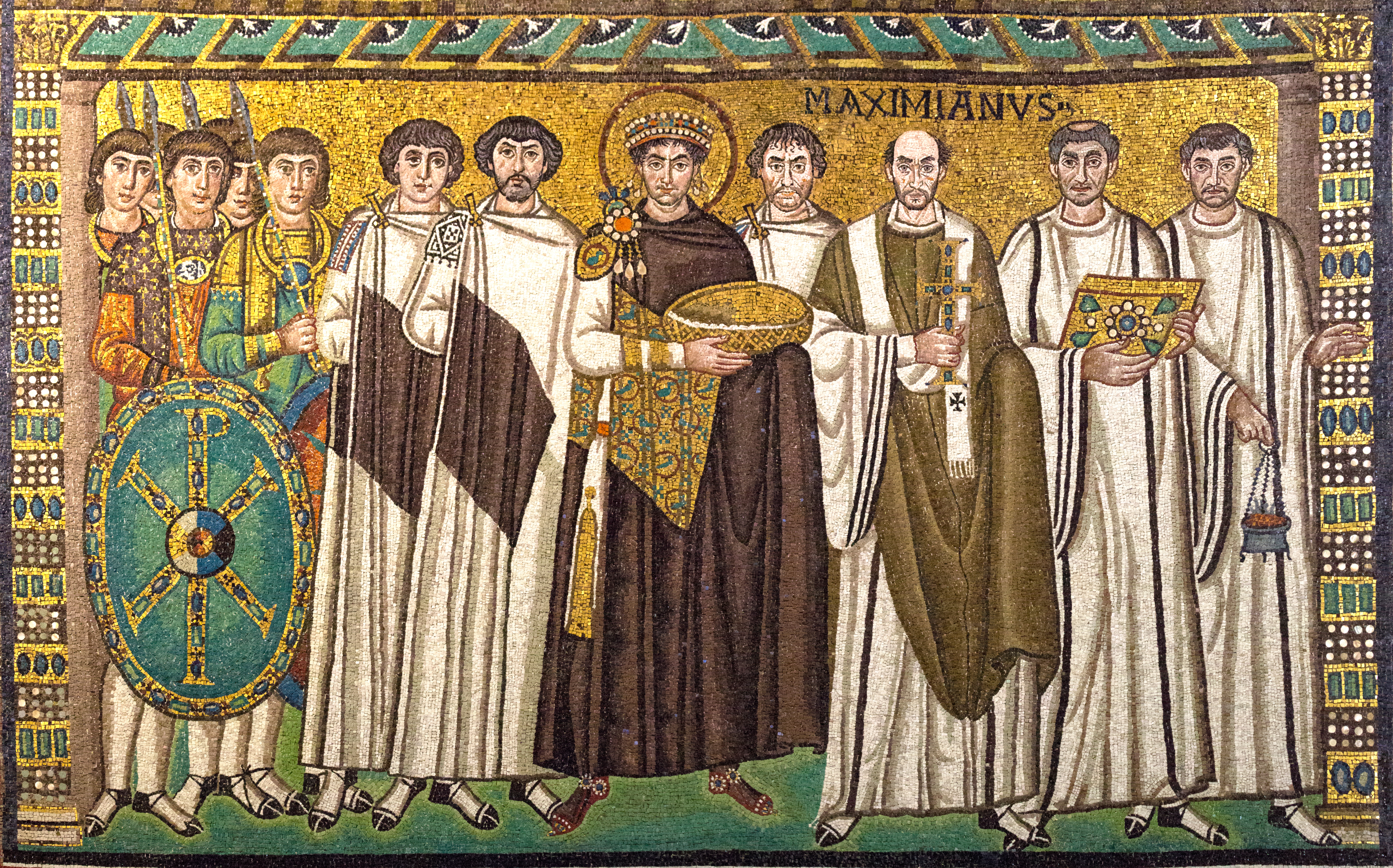
موزاییک ژوستینیان اول با دربارش، حدود ۵۴۷–۵۴۹، کلیسای سن ویتال (راونا، ایتالیا)

پس از سقوط رم، بسیاری از هنر، ادبیات، علم و حتی فناوری یونانی-رومی در بخش غربی امپراتوری قدیمی از بین رفت. با این حال، این مرکز یک غرب جدید خواهد بود. اروپا در هرج و مرج سیاسی، با بسیاری از پادشاهی‌ها و پادشاهی‌های متخاصم سقوط کرد. در زمان پادشاهان فرانک، در نهایت، و تا حدی، دوباره متحد شد و هرج و مرج به فئودالیسم تبدیل شد.
بسیاری از پایه‌های جهان فرهنگی پس از روم قبل از سقوط امپراتوری روم غربی، عمدتاً از طریق ادغام و تغییر شکل ایده‌های رومی از طریق تفکر مسیحی تنظیم شده بود. کلیسای ارتدکس شرقی کلیساهای جامع، صومعه‌ها و حوزه‌های علمیه بسیاری را تأسیس کرد که برخی از آنها امروزه نیز وجود دارند.
پس از سقوط امپراتوری روم، بسیاری از متون کلاسیک یونانی به عربی ترجمه و در جهان اسلام قرون وسطی حفظ شد. آثار کلاسیک یونانی همراه با علم، فلسفه و فناوری عربی به اروپای غربی منتقل شد و به لاتین ترجمه شد و جرقه رنسانس قرن دوازدهم و سیزدهم را زد.
مسیحیت قرون وسطی با ایجاد اولین دانشگاه‌های مدرن اعتبار دارد. کلیسای کاتولیک یک سیستم بیمارستانی را در اروپای قرون وسطی تأسیس کرد که در معابد رومی والتودیناریا و معابد شفابخش یونانی پیشرفت زیادی کرد. به گفته مورخ بیمارستان‌ها، گونتر ریس، این بیمارستان‌ها برای پاسخگویی به «گروه‌های اجتماعی خاصی که به دلیل فقر، بیماری و سن به حاشیه رانده شده‌اند» تأسیس شدند. مسیحیت در پایان دادن به اعمال رایج در میان جوامع بت‌پرست، مانند قربانی کردن انسان، بردگی، کودک کشی و چند همسری نقش داشت. فرانسیسکو دو ویتوریا، شاگرد توماس آکویناس و متفکر کاتولیک که به مطالعه این موضوع در مورد حقوق بشر بومیان مستعمره شده پرداخته‌است، توسط سازمان ملل متحد به عنوان پدر حقوق بین‌الملل و در حال حاضر نیز توسط مورخان اقتصاد و دموکراسی به عنوان یک رهبر برجسته شناخته شده‌است. نور برای دموکراسی غرب و توسعه سریع اقتصادی. جوزف شومپیتر، اقتصاددان قرن بیستم، با اشاره به اسکولاستیک‌ها، می‌نویسد: «آنها هستند که بیش از هر گروه دیگری به «بنیان‌گذاران» اقتصاد علمی نزدیک می‌شوند.

## قرون وسطی متأخر (روم و اصلاحات)
کشف مجدد قانون ژوستینیان در اروپای غربی در اوایل قرن دهم شور و اشتیاق به نظم و انضباط حقوقی را دوباره برانگیخت که از بسیاری از مرزهای دوباره شکل‌گیری بین شرق و غرب عبور کرد. در غرب کاتولیک یا فرانک، حقوق روم پایه‌ای شد که همه مفاهیم و نظام‌های حقوقی بر آن استوار شدند. نفوذ آن در تمام نظام‌های حقوقی غربی، هرچند به شیوه‌های مختلف و به میزان‌های متفاوت، دیده می‌شود. مطالعه حقوق شرعی، سیستم حقوقی کلیسای کاتولیک، با حقوق روم ترکیب شد تا پایه و اساس پایه‌گذاری مجدد مطالعات حقوقی غرب را تشکیل دهد. در دوران اصلاحات و روشنگری، ایده‌های حقوق شهروندی، برابری در برابر قانون، عدالت رویه ای و دموکراسی به عنوان شکل ایده‌آل جامعه به عنوان اصولی که اساس فرهنگ مدرن غربی، به ویژه در مناطق پروتستانی را تشکیل می‌دهند، نهادینه شدند.
در قرن چهاردهم، که از ایتالیا شروع شد و سپس در سراسر اروپا گسترش یافت، احیای عظیم هنری، معماری، علمی و فلسفی، در نتیجه احیای مسیحیت فلسفه یونان، و سنت طولانی قرون وسطی مسیحی که پایه‌گذاری شد، وجود داشت. استفاده از عقل به عنوان یکی از مهم‌ترین فعالیت‌های انسان. این دوره معمولاً به عنوان رنسانس شناخته می‌شود. در قرن بعد، پس از پایان امپراتوری بیزانس با سقوط قسطنطنیه، این روند با مهاجرت کشیشان و دانشمندان مسیحی یونانی به شهرهای ایتالیا مانند فلورانس و ونیز بیشتر شد.
از اواخر باستان، تا قرون وسطی، و به بعد، در حالی که اروپای شرقی توسط کلیسای ارتدوکس شرقی شکل می‌گرفت، اروپای جنوبی و مرکزی به‌طور فزاینده‌ای توسط کلیسای کاتولیک تثبیت می‌شدند که با محو شدن حکومت امپراتوری روم، تنها نیروی ثابت در اروپای غربی. در سال ۱۰۵۴ انشقاق بزرگ رخ داد که به دنبال تقسیم شرق یونان و غرب لاتین، اروپا را به مناطق مذهبی و فرهنگی که تا به امروز وجود دارد، جدا کرد. تا عصر روشنگری، فرهنگ مسیحی به عنوان نیروی غالب در تمدن غرب تسلط یافت و سال‌ها مسیر فلسفه، هنر و علم را هدایت کرد. جنبش‌هایی در هنر و فلسفه، مانند جنبش انسان‌گرای رنسانس و جنبش مکتبی قرون وسطی، انگیزه‌ای برای پیوند کاتولیک با تفکر یونانی و عربی وارد شده توسط زائران مسیحی بود. با این حال، به دلیل تقسیم در مسیحیت غربی ناشی از اصلاحات پروتستان و روشنگری، نفوذ مذهبی - به ویژه قدرت موقت پاپ - شروع به کاهش کرد.

## گسترش غرب: عصر استعمار (قرن ۱۵ تا ۲۰)

### دوران نوین اولیه
از اواخر قرن پانزدهم تا قرن هفدهم، فرهنگ غربی از طریق کاشفان و مبلغان در دوران اکتشاف و توسط امپریالیست‌ها از قرن هفدهم تا اوایل قرن بیستم به سایر نقاط جهان گسترش یافت. در طول واگرایی بزرگ، اصطلاحی که توسط ساموئل هانتینگتون  ابداع شد، جهان غرب بر محدودیت‌های رشد پیش از مدرن غلبه کرد و در طول قرن ۱۹ به عنوان قدرتمندترین و ثروتمندترین تمدن جهان در آن زمان ظهور کرد و دودمان چینگ، امپراتوری گورکانی، شوگون‌سالاری توکوگاوا تحت الشعاع قرار داد. و امپراتوری عثمانی. این روند با عصر اکتشاف همراه و تقویت شد و تا دوره مدرن ادامه یافت. محققان نظریه‌های متنوعی را برای توضیح علت وقوع واگرایی بزرگ ارائه کرده‌اند، از جمله عدم دخالت دولت، جغرافیا، استعمار و سنت‌های مرسوم.
عصر اکتشاف به عصر روشنگری در قرن هجدهم محو شد، که طی آن نیروهای فرهنگی و فکری در جامعه اروپایی به جای خطوط سنتی اقتدار بر عقل، تحلیل و فردگرایی تأکید داشتند. اقتدار نهادهایی را که عمیقاً در جامعه ریشه داشتند، مانند کلیسای کاتولیک، به چالش کشید. در مورد راه‌های اصلاح جامعه با مدارا، علم و شک و تردید زیاد صحبت شد.
فیلسوفان عصر روشنگری عبارتند از فرانسیس بیکن، رنه دکارت، جان لاک، باروخ اسپینوزا، ولتر (۱۶۹۴–۱۷۷۸)، ژان ژاک روسو، دیوید هیوم، و امانوئل کانت، که با انتشار آثار پرخواننده بر جامعه تأثیر گذاشتند. برخی از حاکمان پس از اطلاع از دیدگاه‌های روشنگرانه، با روشنفکران ملاقات کردند و سعی کردند اصلاحات خود را از جمله اجازه دادن به مدارا، یا پذیرش مذاهب متعدد، در آنچه به عنوان مطلق‌گرایی روشن‌اندیش شناخته می‌شود، اعمال کنند. عقاید و عقاید جدید در سراسر اروپا گسترش یافت و با افزایش سواد به دلیل انحراف از متون صرفاً مذهبی پرورش یافت. انتشارات شامل دایرةالمعارف (۷۲–۱۷۵۱) است که توسط دنیس دیدرو و ژان لو روند دالامبر ویرایش شده‌است. دیکشنری فلسفی (فرهنگ نامه فلسفی، ۱۷۶۴) و نامه‌هایی در مورد انگلیسی (۱۷۳۳) نوشته ولتر، آرمان‌های روشنگری را گسترش دادند.
همزمان با عصر روشنگری، انقلاب علمی بود که نیوتن رهبری آن را بر عهده داشت. این شامل ظهور علم مدرن بود که طی آن تحولات در ریاضیات، فیزیک، نجوم، زیست‌شناسی (از جمله آناتومی انسان) و شیمی دیدگاه‌های جامعه و طبیعت را تغییر داد.</link> در حالی که تاریخ آن مورد مناقشه است، انتشار در سال ۱۵۴۳ از نیکلاس کوپرنیک De Revolutionibus orbium coelestium (دربارهٔ انقلاب‌های کره‌های آسمانی) اغلب به عنوان نشانه آغاز انقلاب علمی ذکر می‌شود و تکمیل آن به آن نسبت داده می‌شود. «سنتز بزرگ» اصل ۱۶۸۷ نیوتن.

### انقلاب صنعتی
انقلاب صنعتی انتقال به فرآیندهای جدید تولید در دوره‌ای از حدود ۱۷۶۰ تا زمانی بین ۱۸۲۰ و ۱۸۴۰ بود. این شامل رفتن از روش‌های تولید دستی به ماشین، تولید مواد شیمیایی جدید و فرآیندهای تولید آهن، بهبود راندمان نیروی آب، افزایش استفاده از نیروی بخار و توسعه ماشین‌ابزار بود. این انتقال در بریتانیای کبیر آغاز شد و در عرض چند دهه به اروپای غربی و آمریکای شمالی گسترش یافت.

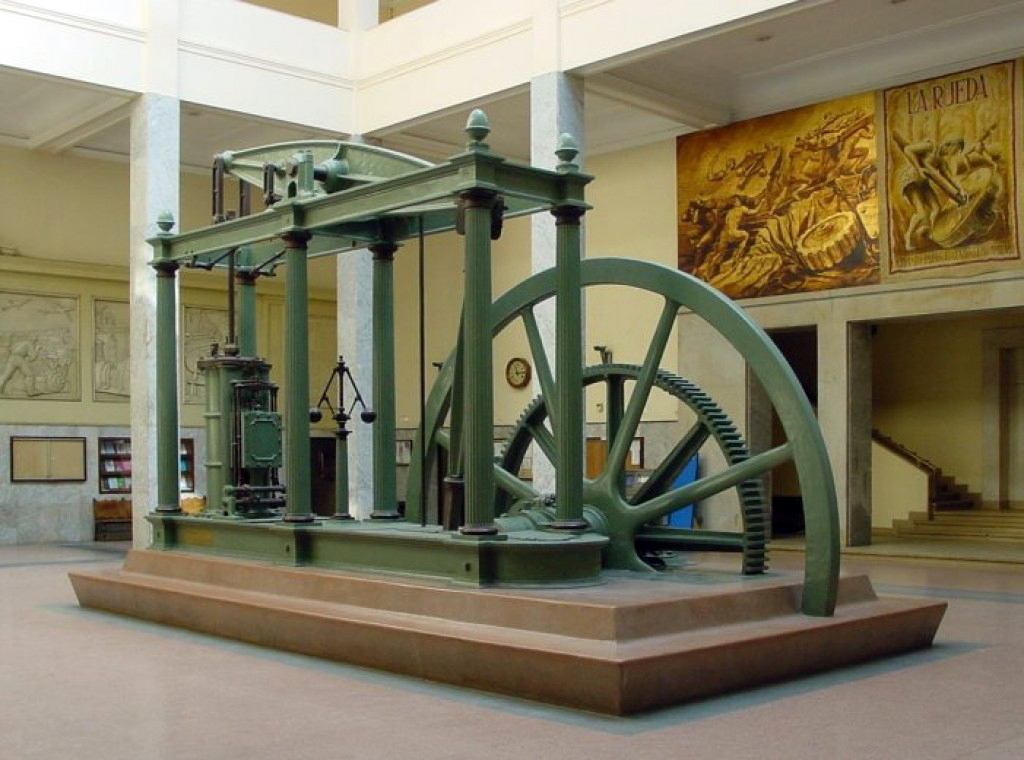
یک موتور بخار وات. موتور بخار، ساخته شده از آهن و سوخت در درجه اول از زغال سنگ، انقلاب صنعتی را در بریتانیای کبیر و جهان به پیش برد.

انقلاب صنعتی نقطه عطف بزرگی در تاریخ است. تقریباً هر جنبه‌ای از زندگی روزمره به نوعی تحت تأثیر قرار گرفت. به‌طور خاص، متوسط درآمد و جمعیت شروع به نشان دادن رشد پایدار بی‌سابقه کرد. برخی از اقتصاددانان می‌گویند که تأثیر عمده انقلاب صنعتی این بود که استاندارد زندگی عمومی برای اولین بار در تاریخ شروع به افزایش مداوم کرد، اگرچه برخی دیگر گفته‌اند که تا اواخر ۱۹ و ۲۰ به‌طور معنی داری بهبود نیافت. قرن‌ها شروع و پایان دقیق انقلاب صنعتی همچنان در میان مورخان مورد بحث است و سرعت تغییرات اقتصادی و اجتماعی نیز مطرح است. تولید ناخالص داخلی سرانه قبل از انقلاب صنعتی و ظهور اقتصاد سرمایه‌داری مدرن به‌طور کلی ثابت بود، در حالی که انقلاب صنعتی عصر رشد اقتصادی سرانه را در اقتصادهای سرمایه‌داری آغاز کرد. مورخان اقتصادی هم عقیده اند که شروع انقلاب صنعتی مهم‌ترین رویداد در تاریخ بشریت از زمان اهلی شدن حیوانات، گیاهان و آتش است.
انقلاب صنعتی اول در سال‌های انتقالی بین سال‌های ۱۸۴۰ و ۱۸۷۰ به انقلاب صنعتی دوم تبدیل شد، زمانی که پیشرفت‌های فنی و اقتصادی با پذیرش فزاینده حمل‌ونقل بخار (راه‌آهن‌ها، قایق‌ها و کشتی‌ها با موتور بخار)، تولید در مقیاس بزرگ ادامه یافت. ماشین ابزار و استفاده روزافزون از ماشین آلات در کارخانه‌های بخار.

### دوران پسا صنعتی
گرایش‌هایی که جوامع مدرن غربی را تعریف می‌کنند عبارتند از: مفهوم کثرت گرایی سیاسی، فردگرایی، خرده فرهنگ‌ها یا ضد فرهنگ‌های برجسته (مانند جنبش‌های عصر جدید) و افزایش همزمانی فرهنگی ناشی از جهانی شدن و مهاجرت انسانی. فرهنگ غرب به شدت تحت تأثیر رنسانس، عصر اکتشاف و روشنگری و انقلاب‌های صنعتی و علمی قرار گرفته‌است.
در قرن بیستم، نفوذ مسیحیت در بسیاری از کشورهای غربی، عمدتاً در اتحادیه اروپا که برخی از کشورهای عضو در سال‌های اخیر کاهش حضور و عضویت در کلیسا را تجربه کرده‌اند، کاهش یافت، و همچنین در جاهای دیگر. سکولاریسم (جدایی دین از سیاست و علم) افزایش یافت. مسیحیت همچنان دین غالب در دنیای غرب است، جایی که ۷۰ درصد آن مسیحی هستند.
غرب بین سال‌های ۱۹۴۵ و ۱۹۸۰ یک سری تغییرات فرهنگی و اجتماعی بزرگ را پشت سر گذاشت. رسانه‌های جمعی نوظهور (فیلم، رادیو، تلویزیون و موسیقی ضبط شده) فرهنگی جهانی ایجاد کردند که می‌توانست مرزهای ملی را نادیده بگیرد. سواد تقریباً جهانی شد و رشد کتاب‌ها، مجلات و روزنامه‌ها را تشویق کرد. تأثیر سینما و رادیو باقی ماند، در حالی که تلویزیون تقریباً در هر خانه ای ضروری بود.
در اواسط قرن بیستم، فرهنگ غربی به سراسر جهان صادر شد و توسعه و رشد حمل و نقل و مخابرات بین‌المللی (مانند کابل فراآتلانتیک و تلفن رادیویی) نقش تعیین‌کننده‌ای در جهانی شدن مدرن داشت. غرب بسیاری از جنبه‌های تکنولوژیکی، سیاسی، فلسفی، هنری و مذهبی را به فرهنگ بین‌الملل مدرن کمک کرده‌است. اولین تمدن بزرگی بود که در قرن نوزدهم به دنبال لغو برده داری بود، اولین تمدنی بود که زنان را از حق حقوقی برخوردار کرد (در اواخر قرن نوزدهم در استرالیا شروع شد) و اولین تمدنی بود که از فناوری‌هایی مانند بخار، برق و انرژی هسته ای استفاده کرد. غرب سینما، تلویزیون، کامپیوتر شخصی و اینترنت را اختراع کرد. ورزش‌های توسعه یافته مانند فوتبال، کریکت، گلف، تنیس، راگبی، بسکتبال و والیبال؛ و انسانها را برای اولین بار با فرود ماه آپولو ۱۱ در سال ۱۹۶۹ به یک شی نجومی منتقل کرد.
در تاریخ معاصر این قدرت و مدیر تمدن بشری بوده و هست.

## هنر و علوم انسانی
در حالی که رقص، موسیقی، هنرهای تجسمی، داستان سرایی و معماری کلیات بشری هستند، اما در غرب به روش‌های مشخصه خاصی بیان می‌شوند.

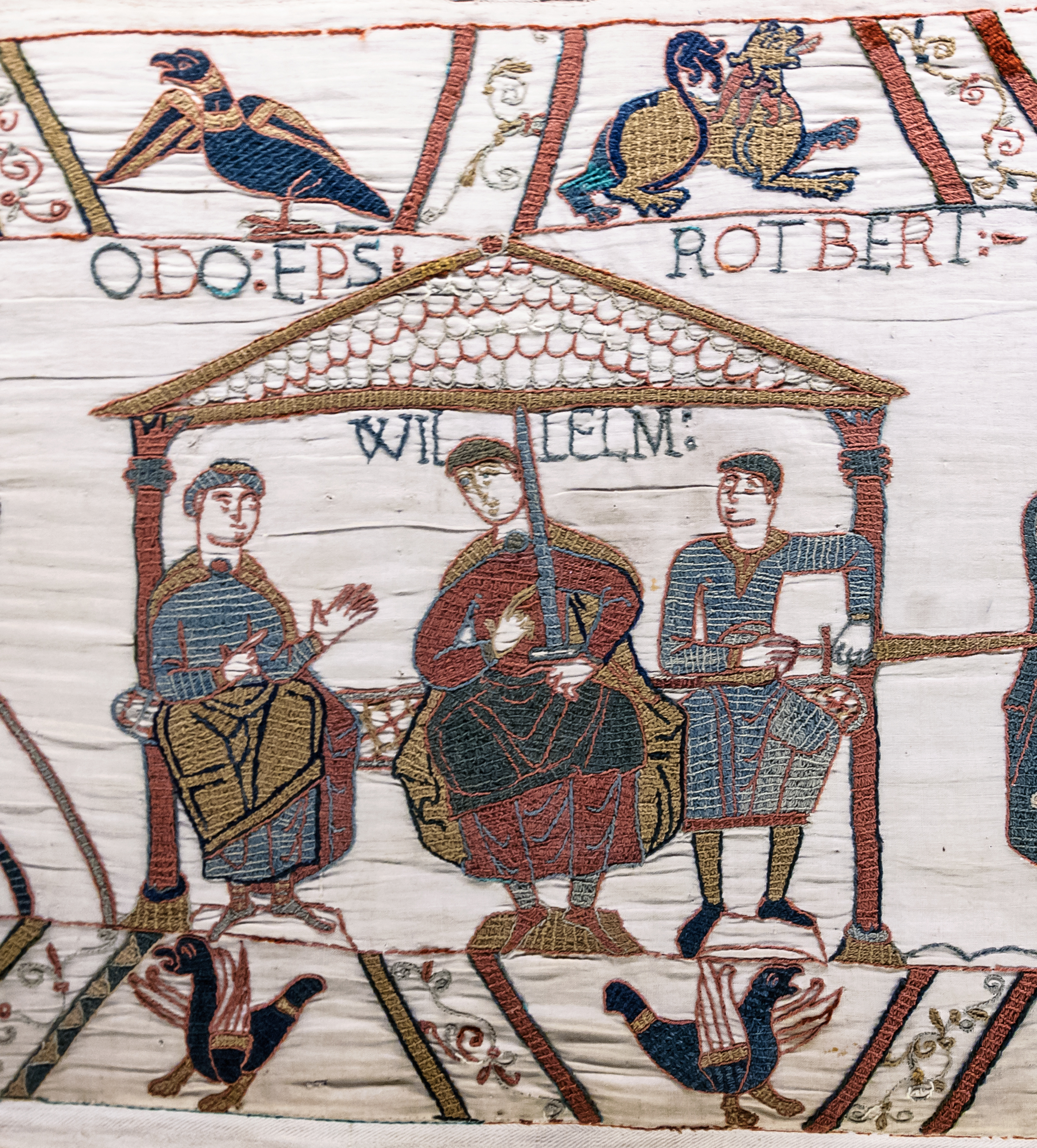
جزئیات ملیله بایو که ویلیام فاتح (در مرکز)، برادران ناتنی او رابرت، کنت مورتین (راست) و اودو، اسقف بایو در دوک نشین نرماندی (سمت چپ) را نشان می‌دهد. ملیله بایو یکی از عالی‌ترین دستاوردهای رومانسک نورمن است.

در رقص، موسیقی، نمایشنامه و سایر هنرهای غربی، اجراکنندگان به ندرت نقاب می‌زنند. اساساً هیچ تابویی در برابر به تصویر کشیدن یک خدا یا دیگر شخصیت‌های مذهبی به شکل بازنمایی وجود ندارد.

### موسیقی
در موسیقی، راهبان کاتولیک اولین اشکال نت‌نویسی مدرن غربی را برای استاندارد کردن عبادت در سراسر کلیسای جهانی توسعه دادند، و مجموعه عظیمی از موسیقی مذهبی در طول اعصار برای آن ساخته شده‌است. این امر مستقیماً منجر به ظهور و توسعه موسیقی کلاسیک اروپایی و مشتقات فراوان آن شد. سبک باروک که موسیقی، هنر و معماری را در بر می‌گرفت، به ویژه توسط کلیسای کاتولیک پس از اصلاحات مورد تشویق قرار گرفت، زیرا چنین اشکالی ابزاری برای بیان مذهبی ارائه می‌کردند که هیجان انگیز و احساسی بود و هدف آن برانگیختن شور مذهبی بود.
سمفونی، کنسرتو، سونات، اپرا و اوراتوریو ریشه در ایتالیا دارد. بسیاری از آلات موسیقی توسعه یافته در غرب به‌طور گسترده در سراسر جهان مورد استفاده قرار گرفته‌اند. از جمله آنها می‌توان به گیتار، ویولن، پیانو، ارگ پیپ، ساکسیفون، ترومبون، کلارینت، آکاردئون و ترمین اشاره کرد. به نوبه خود، ادعا شده‌است که برخی از سازهای اروپایی ریشه در سازهای شرقی اولیه دارند که از قرون وسطی جهان اسلام اقتباس شده بودند. پیانو انفرادی، ارکستر سمفونیک و کوارتت زهی نیز از نوآوری‌های مهم موسیقی غرب هستند.

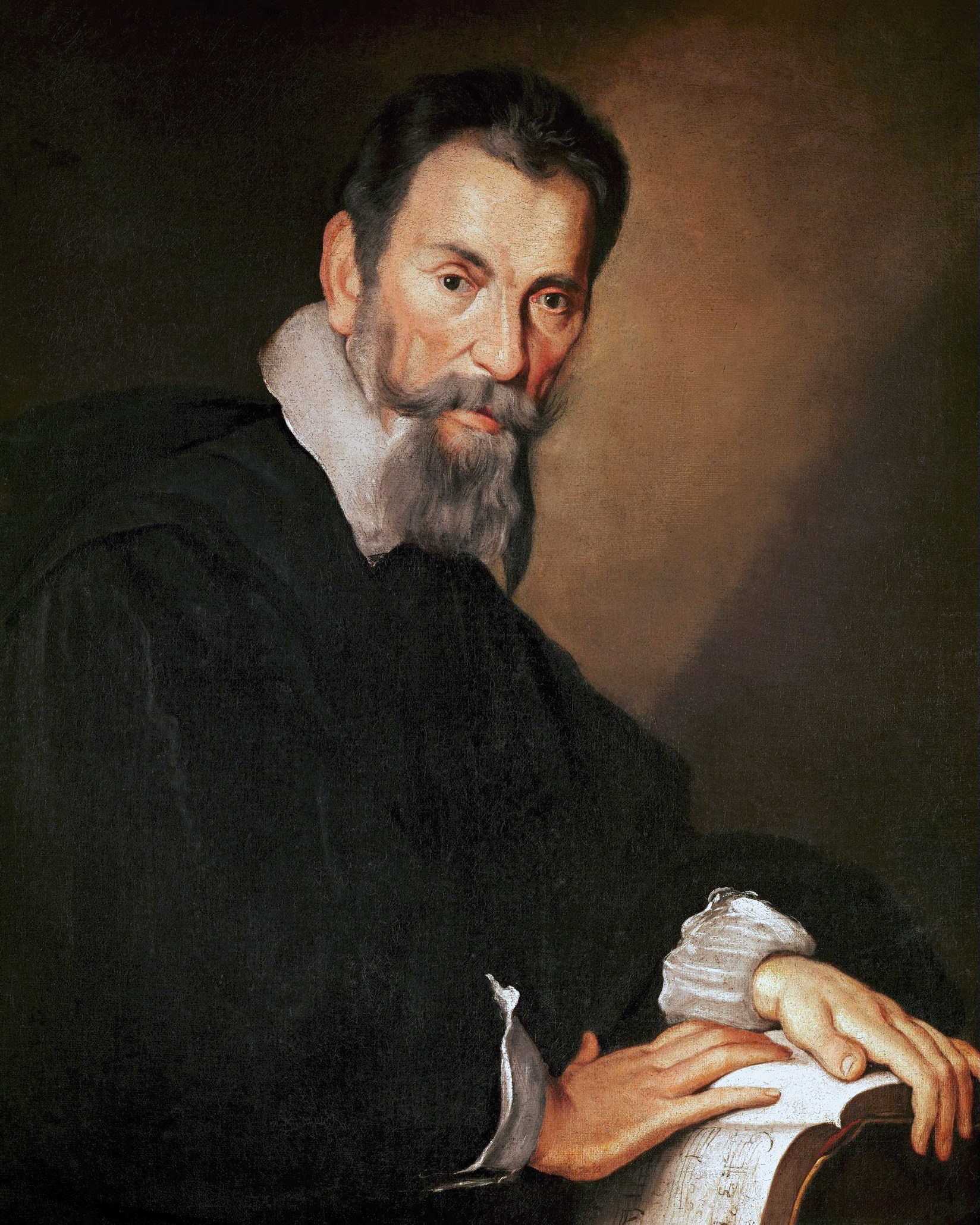
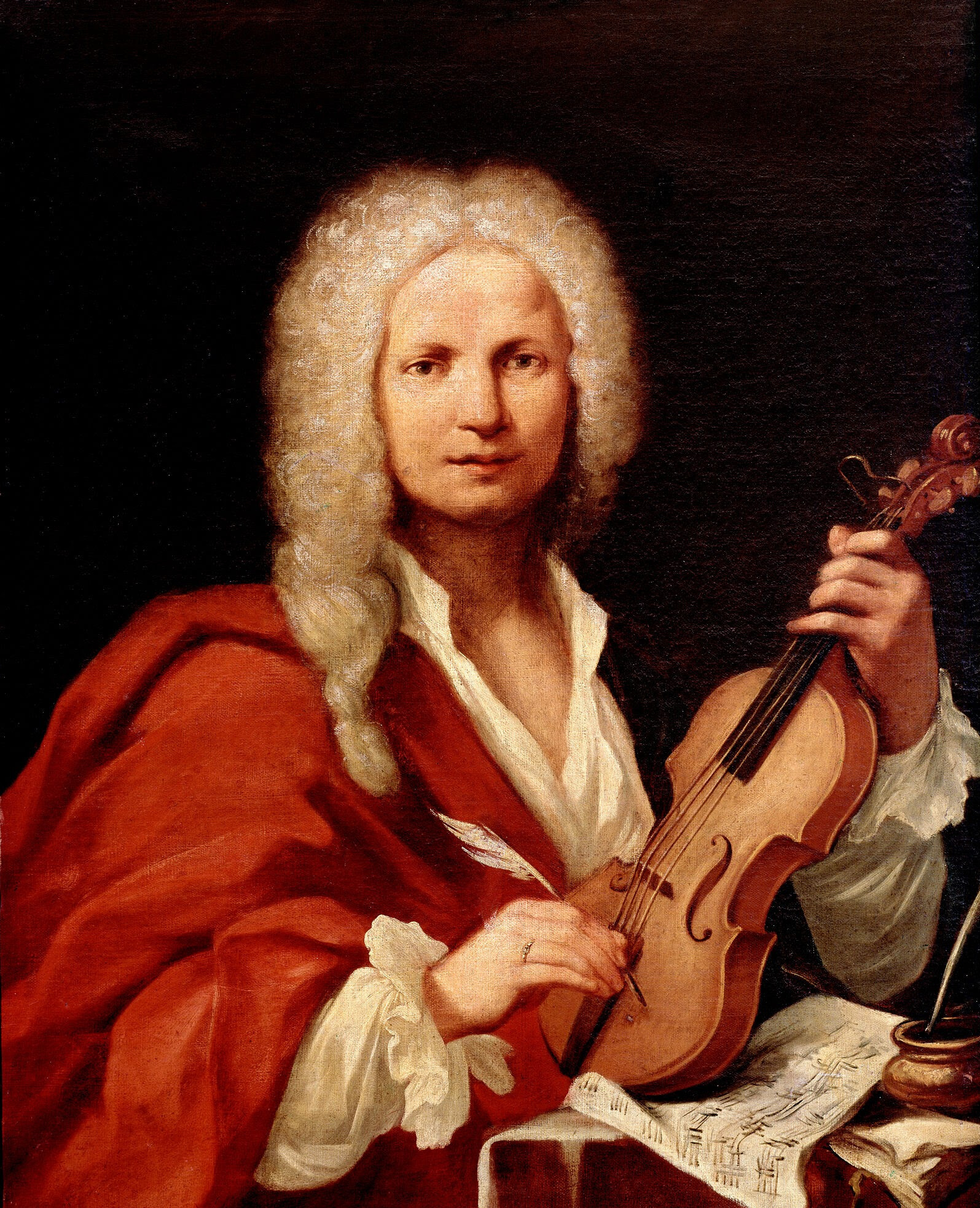
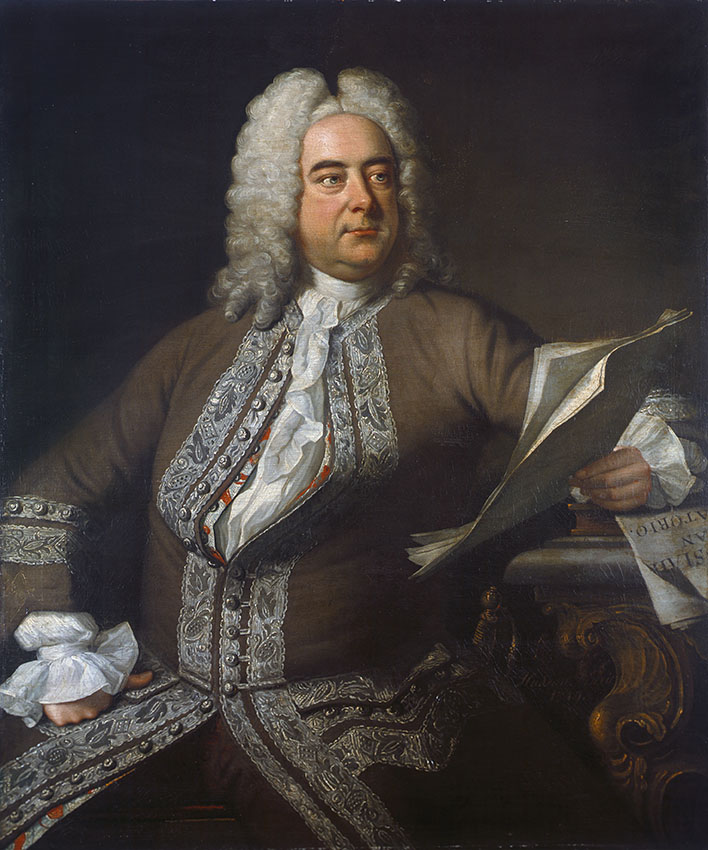
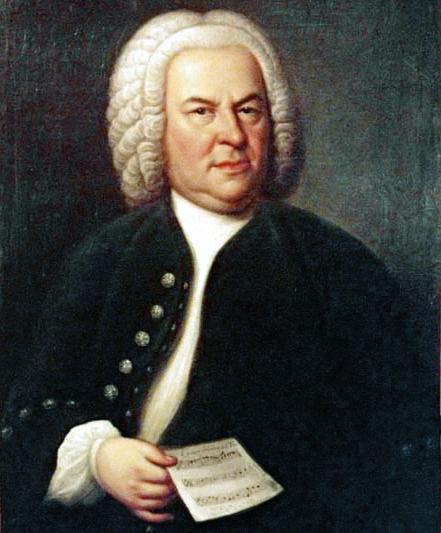
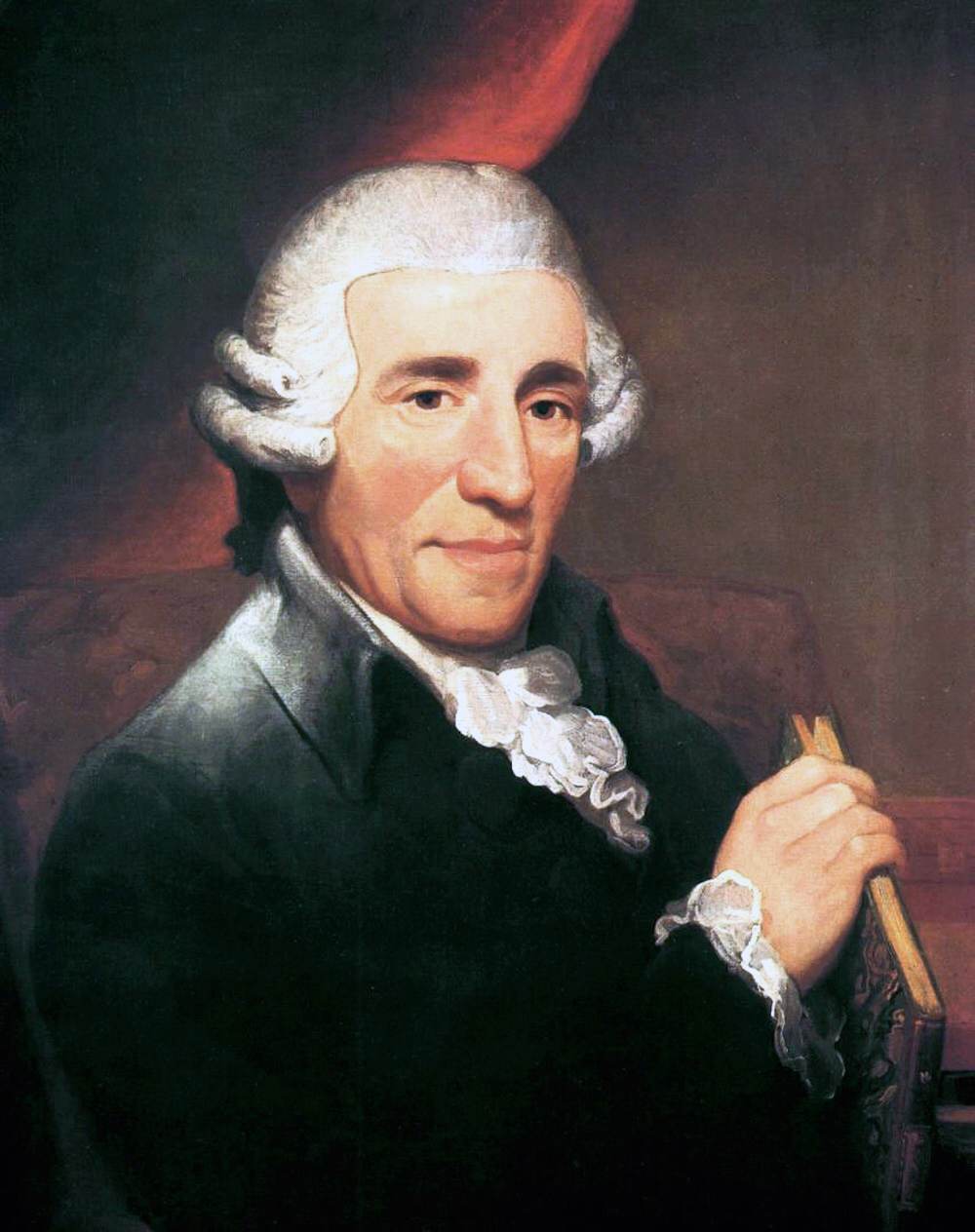
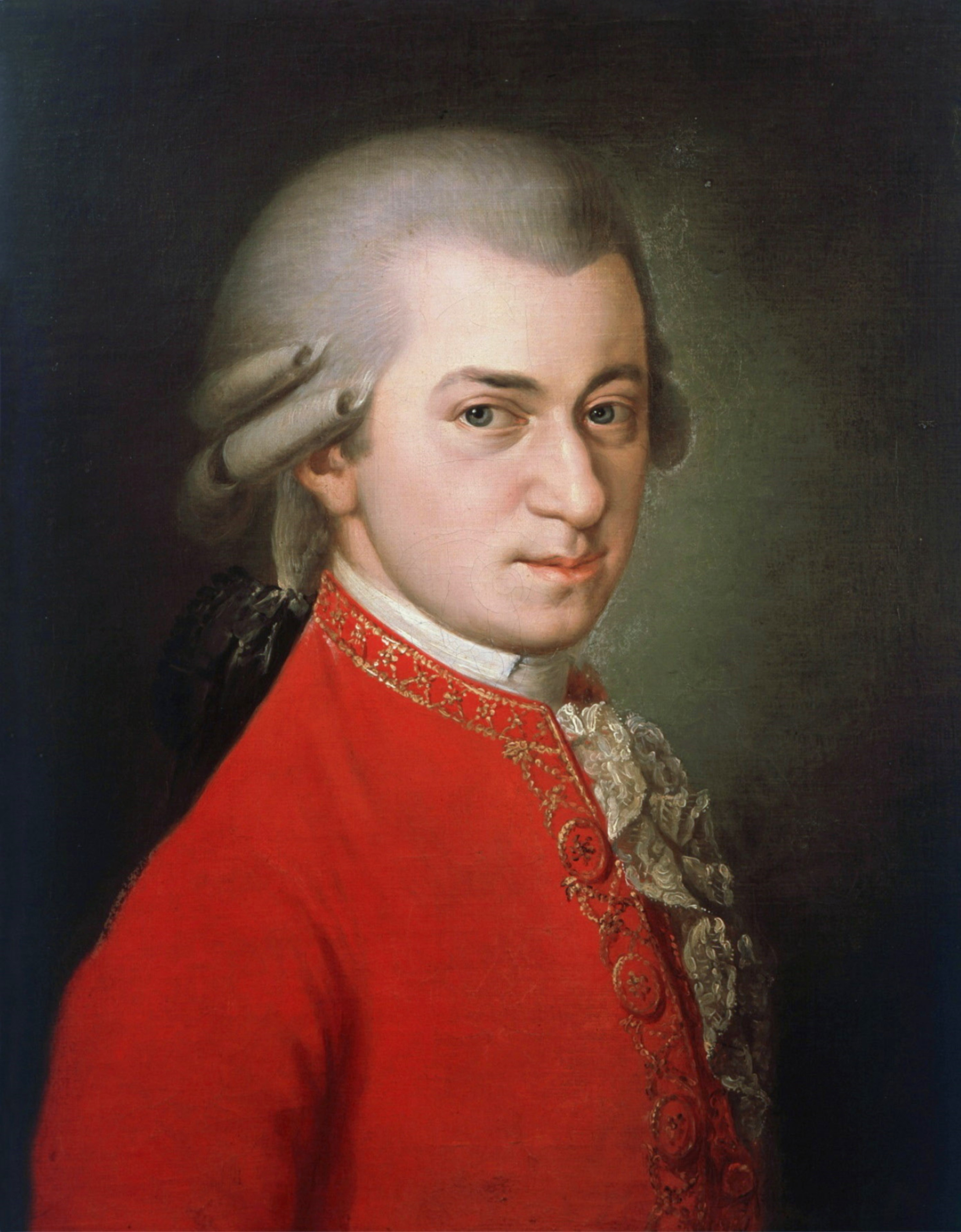
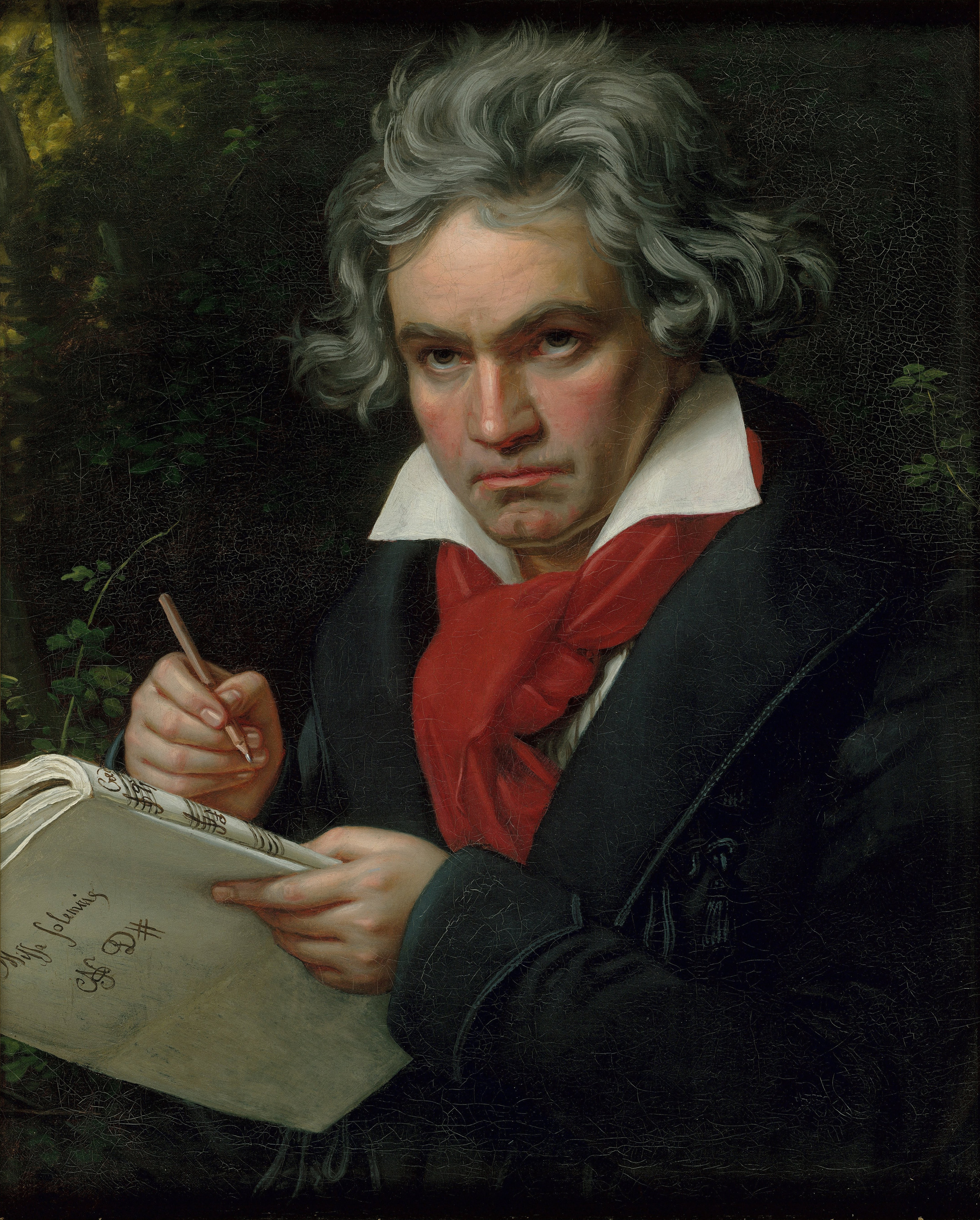
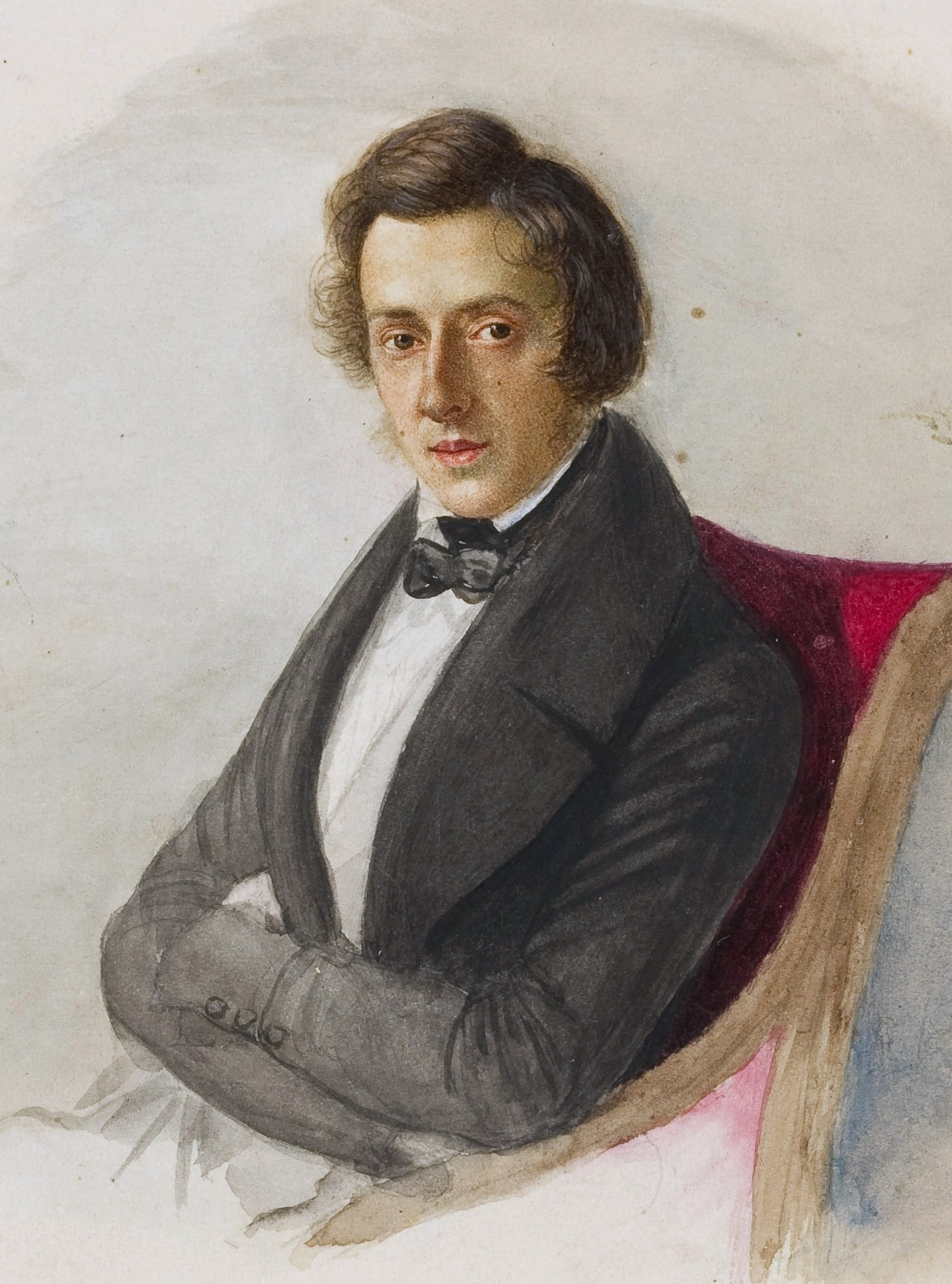
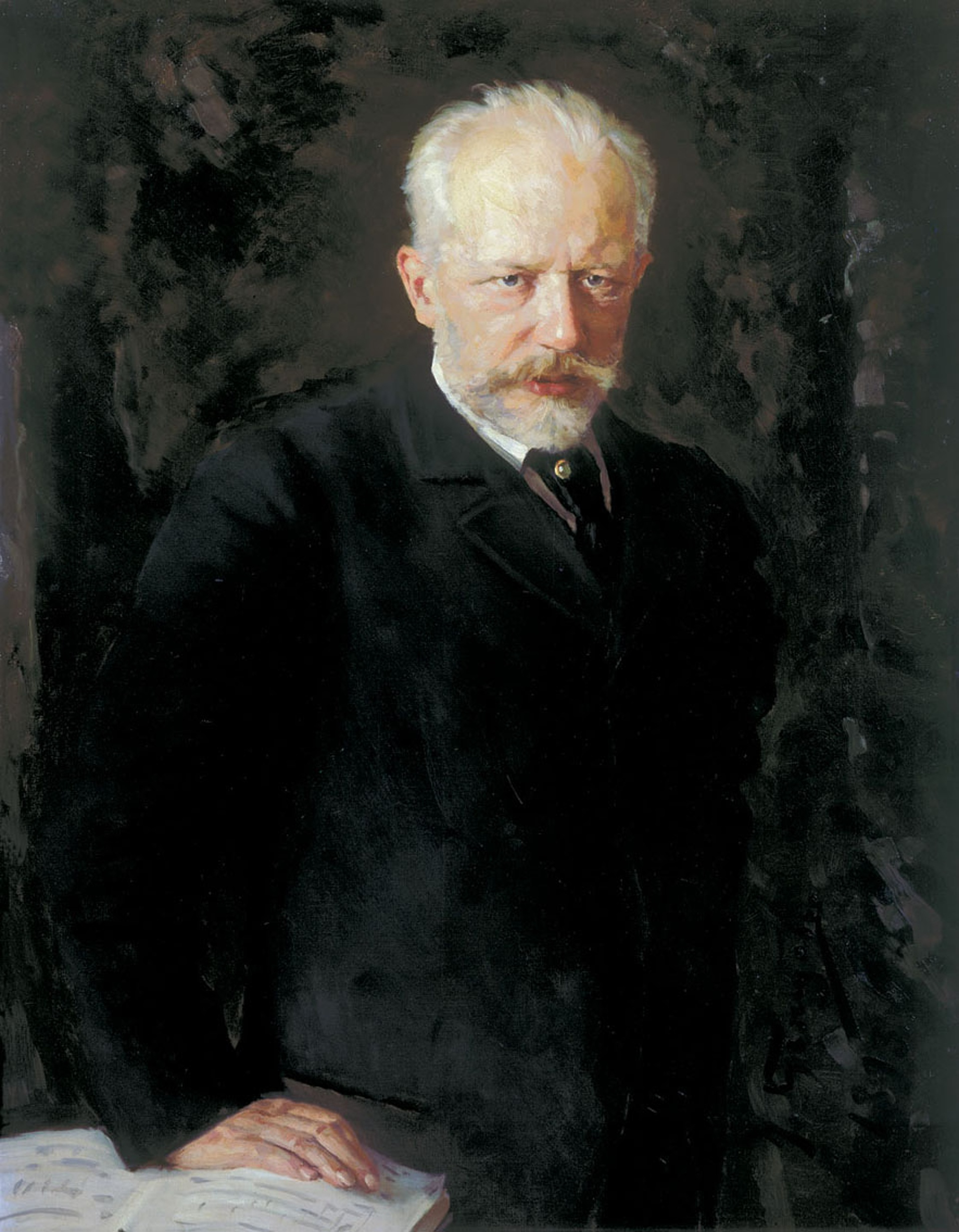

### نقاشی و عکاسی
یان ون ایک، در میان دیگر نقاشان دوره رنسانس، پیشرفت‌های زیادی در نقاشی رنگ روغن داشت و طراحی‌ها و نقاشی‌های پرسپکتیو اولین دست‌اندرکاران خود را در فلورانس داشتند. در هنر، گره سلتیک یک موتیف تکراری غربی بسیار متمایز است. به تصویر کشیدن مرد و زن انسان برهنه در عکاسی، نقاشی و مجسمه‌سازی اغلب دارای شایستگی هنری خاصی در نظر گرفته می‌شود. پرتره واقع گرایانه ارزش ویژه ای دارد.

عکاسی و فیلم متحرک به‌عنوان فناوری و پایه‌ای برای اشکال هنری کاملاً جدید نیز در غرب توسعه یافتند.

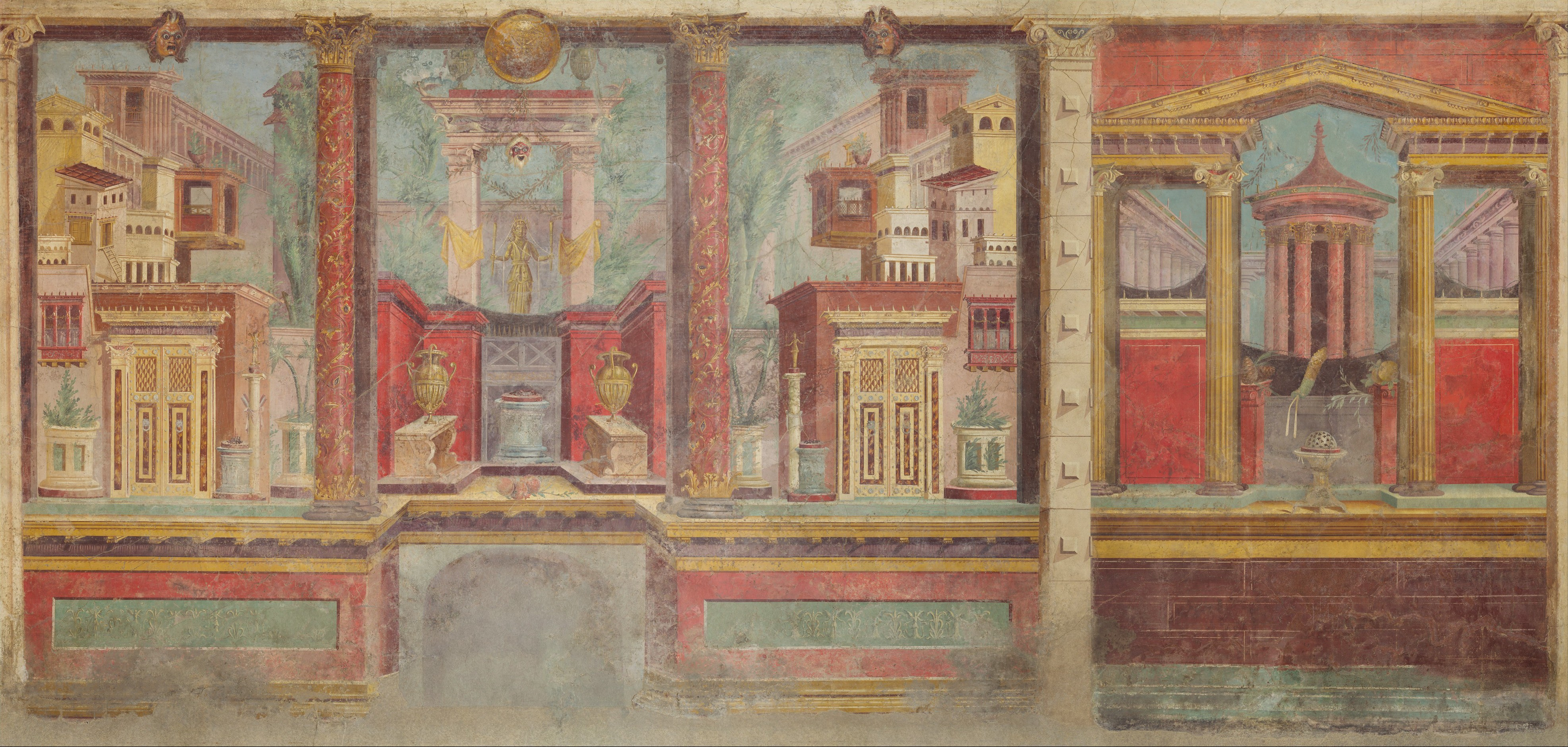
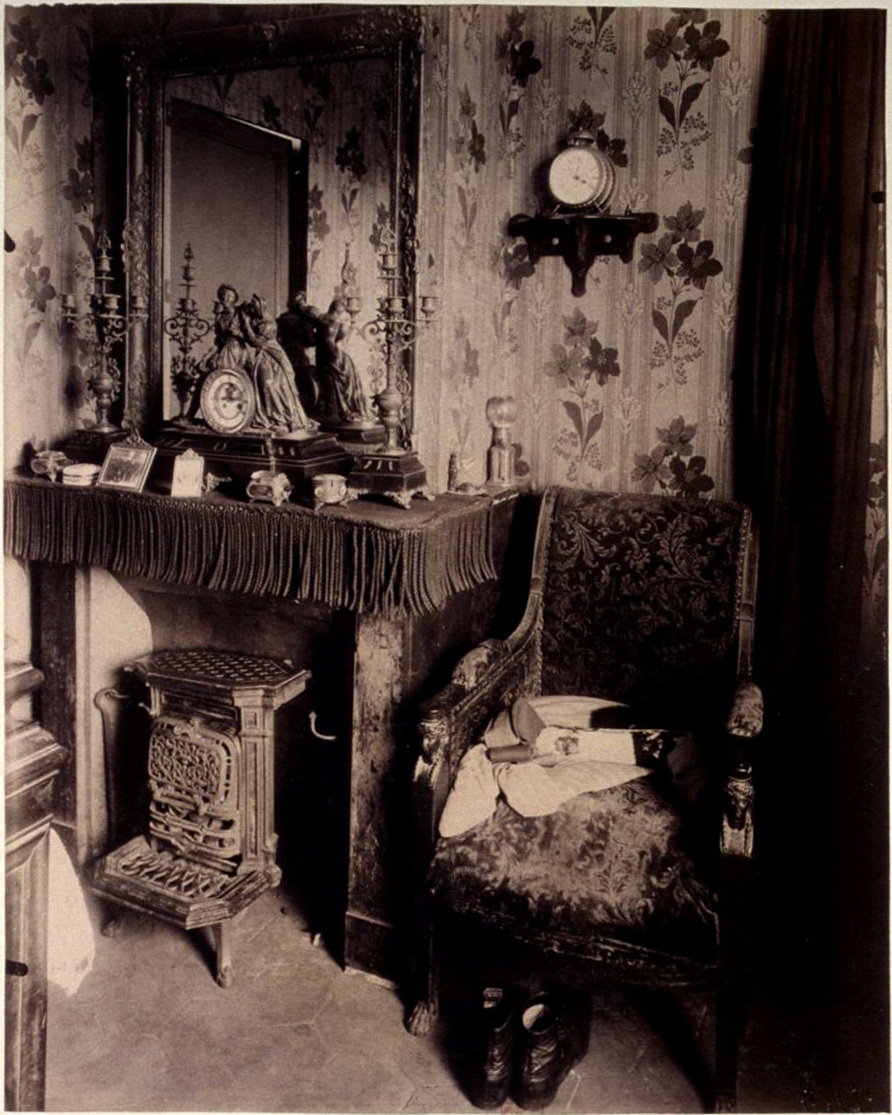

### رقص و هنرهای نمایشی
باله یک شکل متمایز غربی از رقص اجرا است. رقص سالن رقص یکی از انواع مهم رقص غربی برای نخبگان است. رقص پولکا، رقص مربع، فلامنکو و رقص استپ ایرلندی از اشکال غربی رقص محلی بسیار شناخته شده هستند.
تئاتر یونانی و رومی پیشینیان تئاتر مدرن در نظر گرفته می‌شوند و فرم‌هایی مانند تئاتر قرون وسطایی، نمایش‌های شور، نمایش‌های اخلاقی و کمدیا دل آرته بسیار تأثیرگذار در نظر گرفته می‌شوند. تئاتر الیزابتی با نمایشنامه نویسانی از جمله ویلیام شکسپیر، کریستوفر مارلو و بن جانسون، یکی از شکل‌دهنده‌ترین و مهم‌ترین دوره‌های درام مدرن محسوب می‌شود.
اپرا صابون، یک فرم نمایشی با فرهنگ عامه پسند، در ایالات متحده ابتدا در رادیو در دهه ۱۹۳۰ و سپس چند دهه بعد در تلویزیون آغاز شد. موزیک ویدیو نیز در اواسط قرن بیستم در غرب ساخته شد. تئاتر موزیکال در غرب در قرن ۱۹ و ۲۰ از سالن موسیقی، اپرای کمیک و وودویل توسعه یافت. با کمک‌های قابل توجهی از یهودیان دیاسپورا، آفریقایی-آمریکایی‌ها، و دیگر مردمان به حاشیه رانده شده.

### ادبیات
ادبیات غرب شامل سنت‌های ادبی اروپا و همچنین آمریکای شمالی، آمریکای لاتین و اقیانوسیه است.

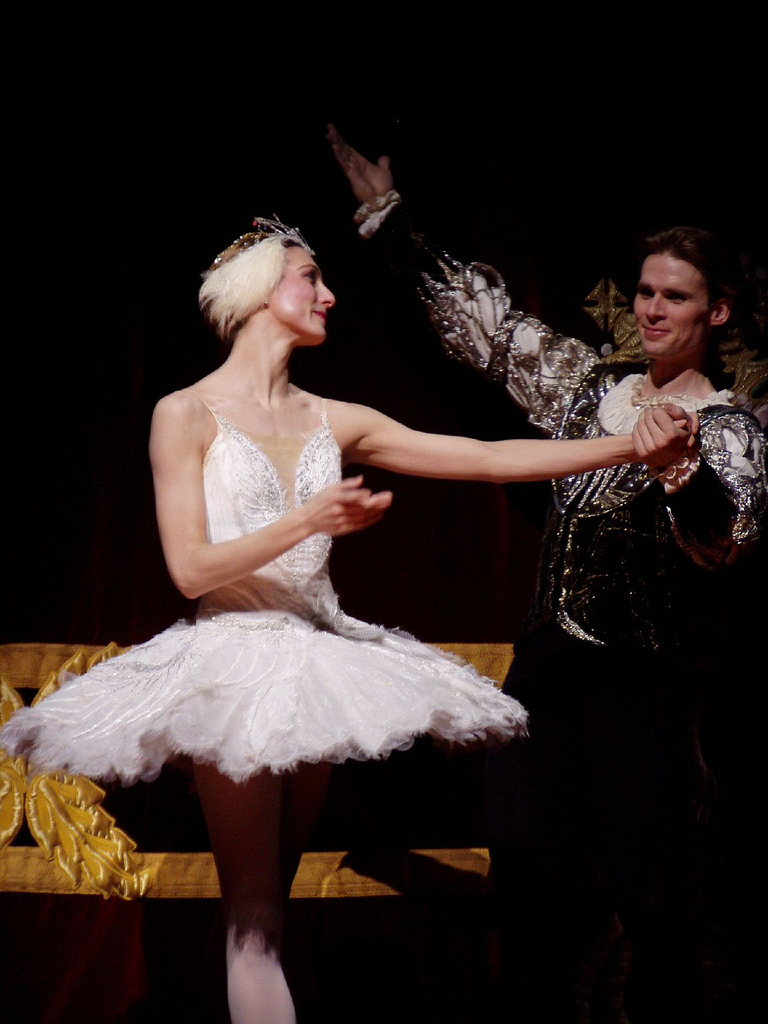
موسیقی کلاسیک، اپرا و باله: دریاچه قو در تصویر

در حالی که آثار ادبی حماسی در منظومی مانند مهابهاراتا و ایلیاد هومر باستانی هستند و در سراسر جهان رخ داده‌اند، رمان منثور به عنوان شکلی متمایز از داستان سرایی، با شخصیت‌های انسانی توسعه یافته و سازگار و، معمولاً، برخی طرح‌های کلی مرتبط (اگرچه هر دوی این ویژگی‌ها دارای گاهی اوقات در زمان‌های بعد اصلاح شده و با آن بازی می‌شد)، توسط غرب در قرن‌های ۱۷ و ۱۸ رایج شد. البته، داستان‌های منثور گسترده خیلی زودتر وجود داشته‌است. هر دو رمان ماجراجویی و عاشقانه در جهان هلنیستی و در هیان ژاپن. هر دو ساتیریکون پترونیوس (حدود 60 CE) و داستان Genji توسط موراساکی شیکیبو (حدود 1000). CE) به‌عنوان اولین رمان مهم جهان ذکر شده‌اند، اما تأثیر طولانی‌مدت بسیار محدودی بر نوشتن ادبی فراتر از زمان خودشان تا زمان‌های بسیار اخیر داشتند.

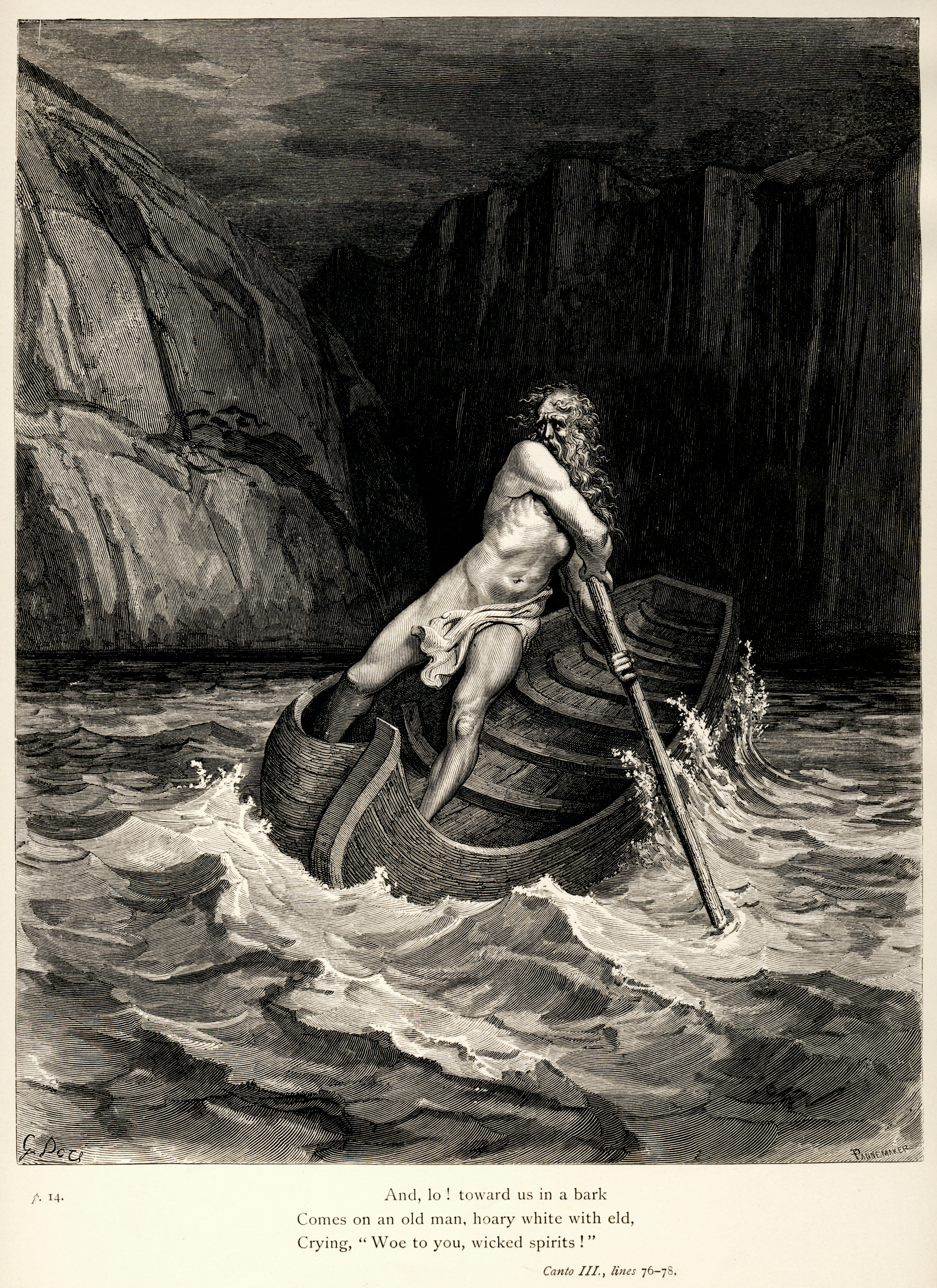
کمدی الهی شعری حماسی از دانته آلیگری است. طراحی گوستاو دوره.

این رمان که در قرن هجدهم ظاهر شد، اساساً یک اثر اروپایی است. ادبیات چینی و ژاپنی حاوی آثاری است که ممکن است به عنوان رمان در نظر گرفته شوند، اما تنها رمان اروپایی از نظر تحلیل شخصی از معضلات شخصی بیان شده‌است.
همان‌طور که در سنت هنری خود، ادبیات اروپا ادای احترام عمیقی به درد و رنج بشری می‌کند. تراژدی، از ریشه‌های یونانی الهام گرفته از آیین‌ها و اساطیر تا اشکال مدرن که در آن مبارزه و سقوط اغلب ریشه در انگیزه‌های روانی یا اجتماعی دارد، نه افسانه ای، همچنین به‌طور گسترده‌ای یک آفرینش خاص اروپایی در نظر گرفته می‌شود و می‌توان آن را پیشرو برخی از جنبه‌های آن دانست. هم رمان و هم اپرا کلاسیک.
اعتبار عقل هم در فلسفه مسیحی و هم در کلاسیک‌های یونانی-رومی فرض شده بود. مسیحیت بر جنبه‌های درونی اعمال و انگیزه‌ها تأکید می‌کرد، مفاهیمی که برای جهان باستان بیگانه بودند. این سوبژکتیویته که ناشی از این باور مسیحی بود که انسان می‌تواند به اتحاد شخصی با خدا دست یابد، در برابر همه چالش‌ها مقاومت کرد و خود را به نقطهٔ تکیه‌ای تبدیل کرد که تمام نمایش‌های ادبی، از جمله رمان‌های قرن بیستم تا بیست و یکم، بر آن متمرکز شدند.

### معماری
نقوش مهم معماری غربی عبارتند از نظم‌های دوریک، کورنتی و یونی معماری یونان، و سبک‌های رومی، گوتیک، رنسانس، باروک و ویکتوریایی که هنوز به‌طور گسترده در معماری معاصر غرب شناخته شده و مورد استفاده قرار می‌گیرند. بیشتر معماری غربی بر تکرار نقوش ساده، خطوط مستقیم و صفحات گسترده و بدون تزئین تأکید دارد. یک فرم معماری مدرن در همه جا که بر این ویژگی تأکید دارد آسمان خراش است، معادل مدرن آنها برای اولین بار در نیویورک و شیکاگو توسعه یافت. سلف آسمان‌خراش را می‌توان در برج‌های قرون وسطایی که در بولونیا ساخته شده‌اند، پیدا کرد.

### آشپزی
تا همین اواخر، غذاهای غربی ریشه در غذاهای روم کلاسیک و یونان داشتند، اما تأثیر غذاهای عربی و خاور نزدیک بر غرب به موضوع تحقیقاتی در دهه‌های اخیر تبدیل شده‌است. صلیبی‌ها که بیشتر به خاطر جنگ بر سر سرزمین مقدس معروف بودند، در شام ساکن شدند و با فرهنگ و غذاهای محلی خو گرفتند. فولچر از شارتر می‌گوید: «ما که غربی بودیم، اکنون شرقی شده‌ایم». این تجربیات فرهنگی که توسط افراد برجسته ای مانند النور آکیتن به فرانسه منتقل شد، بر غذاهای اروپای غربی تأثیر گذاشت. بسیاری از مواد اولیه شرقی برای سرزمین‌های غربی نسبتاً جدید بودند. شکر، بادام، پسته، گلاب و مرکبات خشک برای صلیبیونی که در سرزمین‌های ساراسین با آن‌ها مواجه شدند، تازگی داشتند. فلفل، زنجبیل و دارچین پرمصرف‌ترین ادویه‌های دربار و خانواده‌های اصیل اروپایی بودند. در اواخر قرون وسطی میخک، جوز هندی، ماستیک (رزین گیاهی)، گالینگاله و سایر ادویه‌های وارداتی بخشی از غذاهای غربی شده بود.
تأثیر ساراسین را می‌توان در کتاب‌های آشپزی قرون وسطی مشاهده کرد. برخی از دستور العمل‌ها نام عربی خود را در ترجمه‌های ایتالیایی Liber de Coquina حفظ می‌کنند. مفهوم سس ترش و شیرین که در آشپزی شمال فرانسه به عنوان brut Sarassinois شناخته می‌شود، در سنت یونانی زمانی که آنتیموس خورش خود را با سرکه و عسل تمام می‌کند به اثبات رسیده‌است. ساراسین‌ها مواد شیرین مانند شیره خرما و عسل را با انار، لیمو و آب مرکبات یا سایر مواد ترش ترکیب می‌کردند. تکنیک قهوه ای کردن تکه‌های گوشت و دم کردن در مایع با سبزیجات در بسیاری از دستور العمل‌های کتاب آشپزی بغداد استفاده می‌شود. همین تکنیک در اواخر قرن سیزدهم Viandier ظاهر شد. تکه‌های سرخ شده گوشت گاو را که در شراب با شکر و میخک می‌جوشانند در انگلیسی brut of Sarcynesse نامیده می‌شد.

## اختراعات و اکتشافات علمی و فناوری

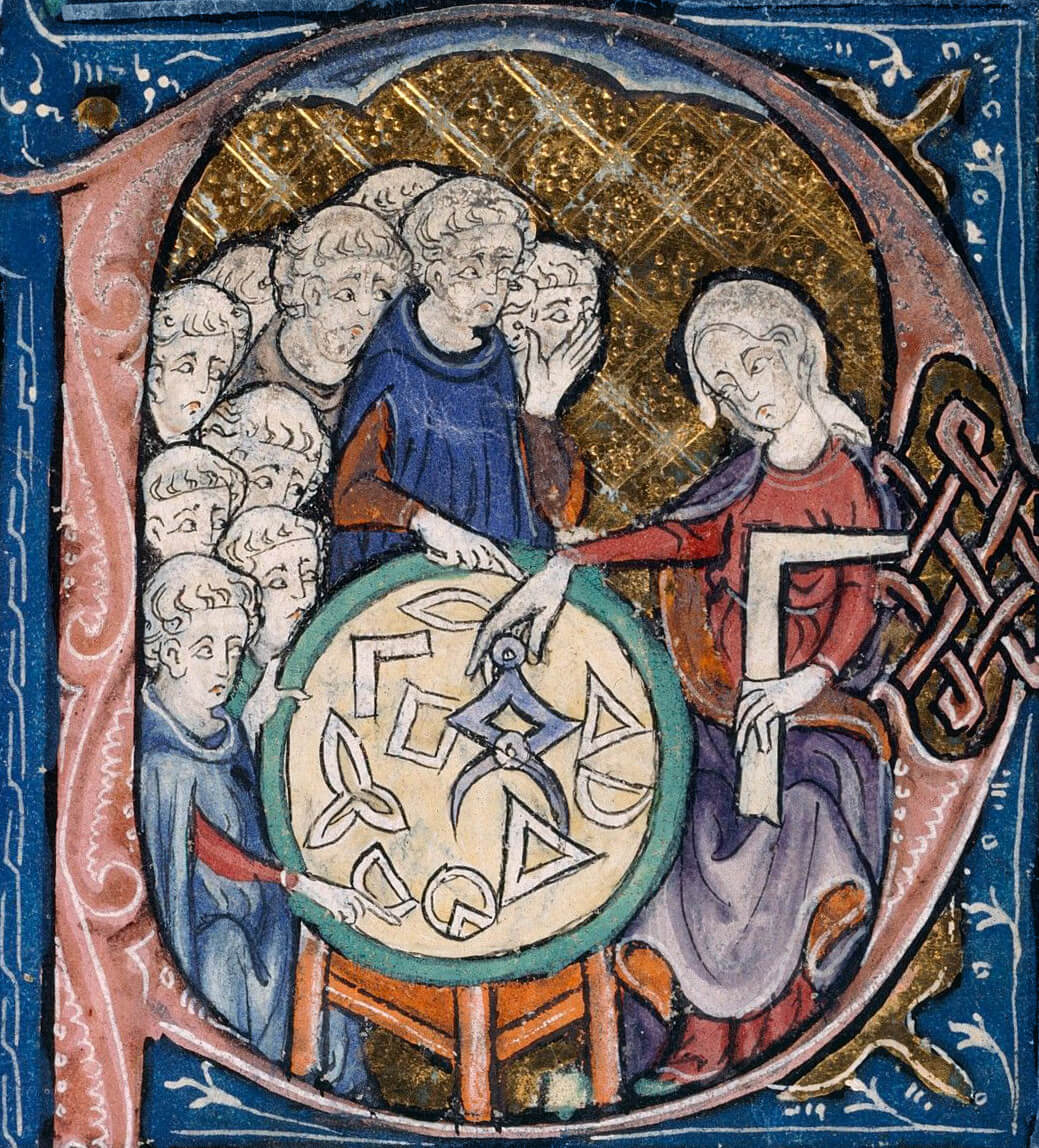
مسیحیان قرون وسطی معتقد بودند که جست‌وجوی اصول هندسی، فیزیکی و ریاضی حاکم بر جهان به معنای جستجو و پرستش خداست. جزئیات یک صحنه در کاسه حرف "P" با یک زن با مربع و تقسیم‌کننده. استفاده از قطب‌نما برای اندازه‌گیری فواصل در نمودار. در دست چپ او یک مربع نگه می‌دارد، ابزاری برای آزمایش یا ترسیم زوایای راست. او توسط گروهی از دانش آموزان زیر نظر گرفته می‌شود. در قرون وسطی، دیدن زنان به عنوان معلم غیرمعمول است، به ویژه زمانی که دانش آموزان به نظر راهب هستند. او به احتمال زیاد مظهر هندسه است، بر اساس کتاب معروف Martianus Capella De Nuptiis Philologiae et Mercurii [قرن پنجم.]، منبعی استاندارد برای تصاویر تمثیلی از هفت هنر لیبرال. تصویر در آغاز المنتای اقلیدس، در ترجمه منسوب به آدلارد از باث.

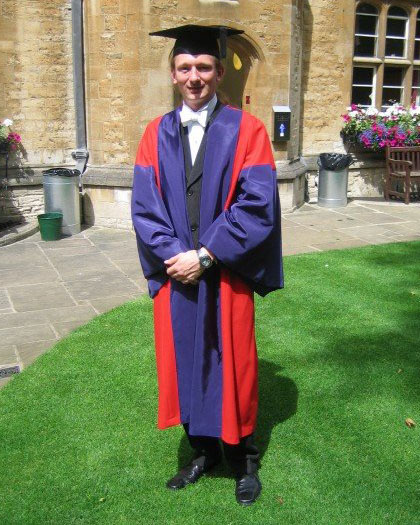
دکترای فلسفه از دانشگاه آکسفورد، با لباس کامل آکادمیک. لباس‌های معمولی برای فارغ‌التحصیلی، لباس‌ها و مقنعه‌ها یا کلاه‌هایی هستند که از لباس‌های روزانه کارکنان دانشگاه در قرون وسطی اقتباس شده‌اند، که به نوبه خود بر اساس لباس‌های روحانیون قرون وسطایی بود.

یکی از ویژگی‌های قابل توجه فرهنگ غربی تأکید و تمرکز شدید آن بر نوآوری و اختراع از طریق علم و فناوری، و توانایی آن در تولید فرایندها، مواد و مصنوعات مادی جدید است که ریشه‌های آن به یونان باستان بازمی‌گردد. روش علمی به عنوان «روش یا رویه‌ای که از قرن هفدهم علم طبیعی را مشخص می‌کند، شامل مشاهده، اندازه‌گیری، و آزمایش منظم و فرمول‌بندی، آزمایش و اصلاح فرضیه‌ها» توسط گالیله گالیله ایتالیایی قرن هفدهم شکل گرفت، که ریشه در کار دانشمندان قرون وسطی مانند ابن الحیثم فیزیکدان عراقی قرن یازدهم و راجر بیکن رهیاب انگلیسی قرن سیزدهم دارد.
به وصیت آلفرد نوبل مخترع سوئدی ، جوایز نوبل در سال ۱۸۹۵ تأسیس شد. جوایز شیمی، ادبیات، صلح، فیزیک، و فیزیولوژی یا پزشکی برای اولین بار در سال ۱۹۰۱ اهدا شد درصد برندگان جوایز نوبل اروپایی در نیمه اول و دوم قرن بیستم به ترتیب ۹۸ و ۹۴ درصد بود.
غرب به توسعه موتور بخار و تطبیق استفاده از آن در کارخانه‌ها و تولید نیروی الکتریکی اعتبار دارد. موتور برق، دینام، ترانسفورماتور، چراغ برق و بیشتر وسایل برقی آشنا از اختراعات غرب بود. موتورهای احتراق داخلی اتو و دیزل محصولاتی هستند که پیدایش و توسعه اولیه آنها در غرب بوده‌است. نیروگاه‌های هسته ای از اولین شمع اتمی ساخته شده در شیکاگو در سال ۱۹۴۲ مشتق شده‌اند
دستگاه‌ها و سیستم‌های ارتباطی از جمله تلگراف، تلفن، رادیو، تلویزیون، ماهواره‌های ارتباطی و ناوبری، تلفن همراه و اینترنت همگی توسط غربی‌ها اختراع شده‌اند. مداد، قلم توپ، لوله اشعه کاتدی، نمایشگر کریستال مایع، دیود ساطع کننده نور، دوربین، دستگاه فتوکپی، چاپگر لیزری، چاپگر جوهر افشان، صفحه نمایش پلاسما و شبکه جهانی وب نیز در غرب اختراع شد.

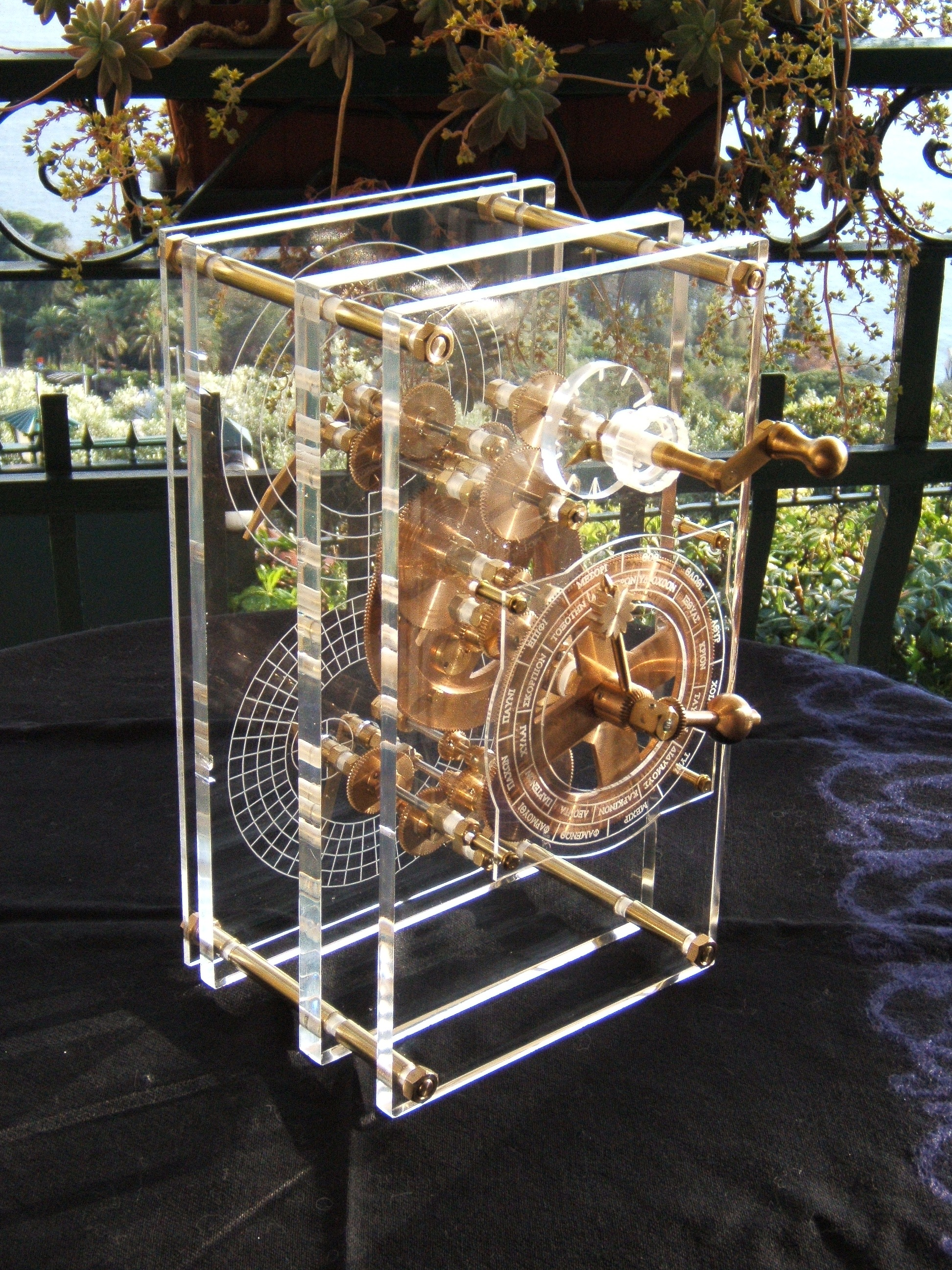
مکانیزم یونانی Antikythera عموماً به عنوان اولین کامپیوتر آنالوگ شناخته شده شناخته می‌شود.

مواد موجود در همه جا از جمله آلومینیوم، شیشه شفاف، لاستیک مصنوعی، الماس مصنوعی و پلاستیک پلی اتیلن، پلی پروپیلن، پلی وینیل کلراید و پلی استایرن در غرب کشف و توسعه یا اختراع شدند. کشتی‌های آهنی و فولادی، پل‌ها و آسمان خراش‌ها برای اولین بار در غرب ظاهر شدند. تثبیت نیتروژن و پتروشیمی توسط غربی‌ها اختراع شد. بیشتر عناصر در غرب کشف و نامگذاری شدند و همچنین نظریه‌های اتمی معاصر برای توضیح آنها.
ترانزیستور، مدار مجتمع، تراشه حافظه، اولین زبان برنامه‌نویسی و کامپیوتر برای اولین بار در غرب دیده شد. کرنومتر کشتی، پروانه پیچ، لوکوموتیو، دوچرخه، اتومبیل و هواپیما همگی در غرب اختراع شدند. عینک، تلسکوپ، میکروسکوپ و میکروسکوپ الکترونی، همه انواع کروماتوگرافی، توالی یابی پروتئین و DNA، توموگرافی کامپیوتری، تشدید مغناطیسی هسته ای، اشعه ایکس، و طیف‌سنجی نور، فرابنفش و مادون قرمز، همگی برای اولین بار در آزمایشگاه‌های غربی ساخته و به کار گرفته شدند. بیمارستان‌ها و کارخانه‌ها. 

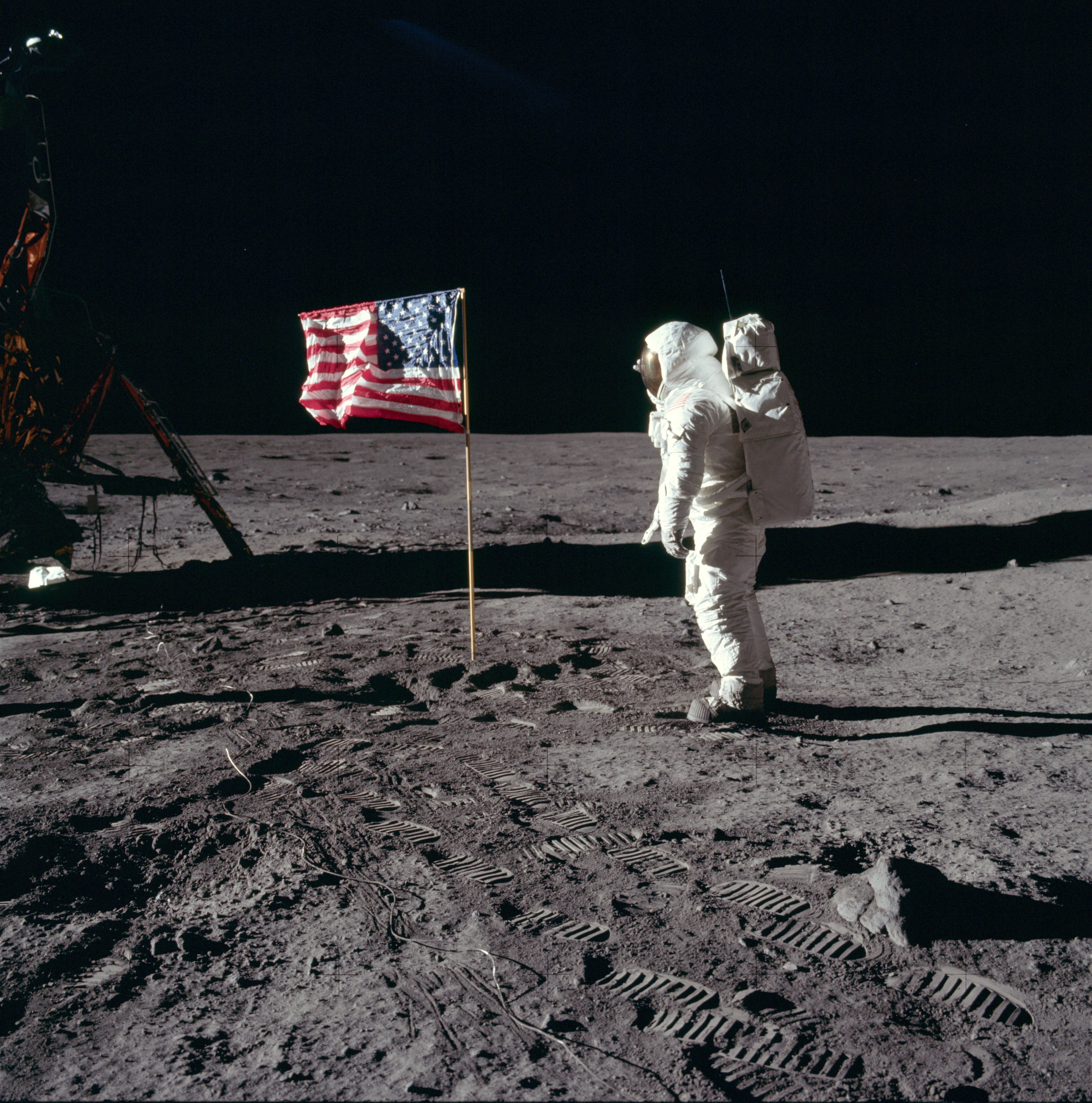
باز آلدرین، فضانورد آپولو ۱۱، خلبان ماژول قمری آپولو اولین مأموریت خدمه‌ای برای فرود بر روی ماه، در حین فعالیت برون‌خودروی خود (EVA) روی سطح ماه، در کنار پرچم ایالات متحده مستقر شده عکس می‌گیرد.

در پزشکی، آنتی‌بیوتیک‌های خالص در غرب ساخته شد. روش پیشگیری از بیماری Rh، درمان دیابت و نظریه میکروب بیماری توسط غربی‌ها کشف شد. ریشه کنی آبله توسط یک غربی به نام دونالد هندرسون رهبری شد. رادیوگرافی، توموگرافی کامپیوتری، توموگرافی انتشار پوزیترون و سونوگرافی پزشکی ابزارهای تشخیصی مهمی هستند که در غرب توسعه یافته‌اند. سایر ابزارهای مهم تشخیصی شیمی بالینی، از جمله روش‌های اسپکتروفتومتری، الکتروفورز و ایمونواسی، برای اولین بار توسط غربی‌ها ابداع شد. گوشی پزشکی، الکتروکاردیوگراف و آندوسکوپ نیز همین‌طور بودند. ویتامین‌ها، پیشگیری از بارداری هورمونی، هورمون‌ها، انسولین، مسدودکننده‌های بتا و مهارکننده‌های ACE، همراه با مجموعه‌ای از داروهای ثابت‌شده پزشکی، برای اولین بار برای درمان بیماری در غرب مورد استفاده قرار گرفتند. مطالعه دوسوکور و پزشکی مبتنی بر شواهد، تکنیک‌های علمی حیاتی هستند که به‌طور گسترده در غرب برای اهداف پزشکی استفاده می‌شوند.

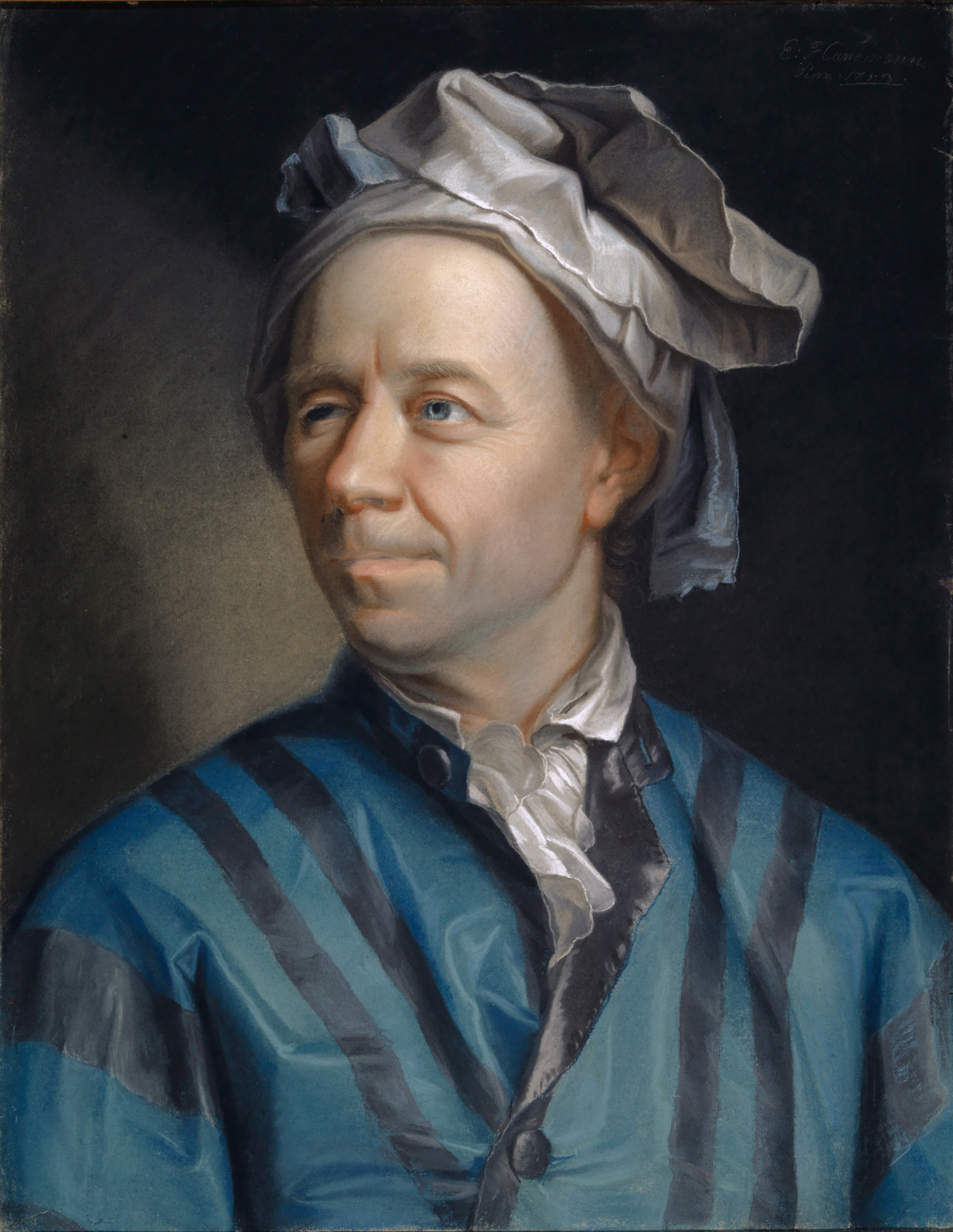
اویلر یکی از بزرگ‌ترین ریاضیدانان تاریخ است.

در ریاضیات، حساب دیفرانسیل و انتگرال، آمار، منطق، بردارها، تانسورها و آنالیز مختلط، نظریه گروه، جبر انتزاعی و توپولوژی توسط غربی‌ها توسعه یافت. در زیست‌شناسی، تکامل، کروموزوم‌ها، DNA، ژنتیک و روش‌های زیست‌شناسی مولکولی مخلوقات غرب هستند. در فیزیک، علم مکانیک و مکانیک کوانتومی، نسبیت، ترمودینامیک، و مکانیک آماری همگی توسط غربی‌ها توسعه یافتند. اکتشافات و اختراعات غربی‌ها در الکترومغناطیس شامل قانون کولن (۱۷۸۵)، باتری اول (۱۸۰۰)، وحدت الکتریسیته و مغناطیس (۱۸۲۰)، قانون بیوت-ساوارت (۱۸۲۰)، قانون اهم (۱۸۲۷)، و معادلات ماکسول ( ۱۸۲۷) است. ۱۸۷۱). اتم، هسته، الکترون، نوترون و پروتون همگی توسط غربی‌ها رونمایی شدند.
رایج‌ترین سیستم اندازه‌گیری در جهان، سیستم بین‌المللی واحدها، که از سیستم متریک مشتق شده‌است، برای اولین بار در فرانسه توسعه یافت و از طریق مشارکت‌های غربی‌های مختلف تکامل یافت.
در تجارت، اقتصاد و امور مالی، حسابداری دوطرفه، کارت‌های اعتباری و کارت شارژ برای اولین بار در غرب مورد استفاده قرار گرفت.
غربی‌ها همچنین به دلیل اکتشافات خود در کره زمین و فضای بیرونی شهرت دارند. اولین سفر برای دور زدن زمین (۱۵۲۲) توسط غربی‌ها و همچنین اولین سفر به قطب جنوب (۱۹۱۱) و اولین فرود روی ماه (۱۹۶۹) بود. فرود ربات‌ها روی مریخ (۲۰۰۴ و ۲۰۱۲) و روی یک سیارک (۲۰۰۱)، کاوش‌های وویجر ۲ در سیارات بیرونی (اورانوس در سال ۱۹۸۶ و نپتون در سال ۱۹۸۹)، عبور وویجر ۱ ' فضای بین ستاره ای (۲۰۱۳) و پرواز افق ' جدید از پلوتون (۲۰۱۵) دستاوردهای مهم اخیر غرب بود.

## رسانه
ریشه‌های رسانه‌های جمعی غربی مدرن را می‌توان به اواخر قرن پانزدهم، زمانی که چاپخانه‌ها در شهرهای ثروتمند اروپایی شروع به کار کردند، جستجو کرد. ظهور رسانه‌های خبری در قرن هفدهم را باید در ارتباط نزدیک با گسترش چاپخانه دانست که مطبوعات انتشارات نام خود را از آن گرفته‌است.
در قرن شانزدهم، کاهش برتری زبان لاتین در استفاده ادبی آن، همراه با تأثیر تغییرات اقتصادی، اکتشافات ناشی از تجارت و سفر، کشتیرانی به دنیای جدید، علم و هنر و توسعه ارتباطات سریع فزاینده از طریق چاپ منجر به افزایش حجم محتوای رسانه‌های بومی در جامعه اروپایی شد.
پس از پرتاب ماهواره اسپوتنیک ۱ توسط اتحاد جماهیر شوروی در سال ۱۹۵۷، فناوری انتقال ماهواره ای به‌طور چشمگیری تحقق یافت، با پرتاب Telstar توسط ایالات متحده در سال ۱۹۶۲ که پخش زنده رسانه ای را از بریتانیا به ایالات متحده مرتبط می‌کرد. اولین سیستم پخش دیجیتال ماهواره ای (DBS) در سال در ایالات متحده ارسال شد.
با شروع دهه ۱۹۹۰، اینترنت به افزایش چشمگیر دسترسی به محتوای رسانه‌های غربی کمک کرده‌است. با جدا شدن از رسانه‌های ارائه شده در بسته‌های محتوای همراه (مجلات، سی دی، اسلات‌های تلویزیونی و رادیویی)، اینترنت در درجه اول آیتم‌های محتوای جداشده (مقالات، فایل‌های صوتی و تصویری) را ارائه می‌دهد.

## دین
ادیان بومی اروپا چند خدایی بودند، اما همگن نبودند با این حال، از آنجا که منشأ آنها عمدتاً هند و اروپایی بودند، شبیه به هم بودند. دین رومی مشابه دین هلنیستی بود، اما با دین یونان باستان یکی نبود؛ به همین ترتیب با آیین ژرمنی، آیین سلتیک و آیین اسلاو شباهت‌هایی داشت ولی با آنها یکی نبود. قبل از این زمان، بسیاری از اروپاییان شمال، به ویژه اسکاندیناوی‌ها، مشرک باقی ماندند، اگرچه جنوب اروپا از قرن پنجم به بعد عمدتاً مسیحی بود.
فرهنگ غرب تا حدودی تحت تأثیر سنت‌های یهودی-مسیحی-اسلامی و یونانی-رومی است. این فرهنگ‌ها شباهت‌های زیادی داشتند، مانند تأکید مشترک بر فرد، اما در عین حال متضمن جهان‌بینی‌های اساساً متضاد هستند. به عنوان مثال، در یهودیت و مسیحیت، خدا حجت نهایی است، در حالی که سنت یونانی-رومی حجت نهایی را عقل می‌داند. تلاش‌های مسیحیان برای آشتی دادن این چارچوب‌ها مسئول حفظ فلسفه یونان بود. از لحاظ تاریخی، اروپا مرکز و مهد تمدن مسیحی بوده‌است.
بر اساس یک نظرسنجی توسط مرکز تحقیقاتی پیو در سال ۲۰۱۱، مسیحیت همچنان دین غالب در دنیای غرب است، بطوری که ۷۰ تا ۸۴٪ مردم اروپا مسیحی هستند، طبق این نظرسنجی‌ها، ۷۶٪ از اروپایی‌ها خود را مسیحی توصیف کردند، و حدود ۸۶٪ از جمعیت قاره آمریکا خود را مسیحی معرفی می‌کنند، (۹۰٪ در آمریکای لاتین و ۷۷٪ در آمریکای شمالی). ۷۳٪ در اقیانوسیه خود را مسیحی می‌دانند و ۷۶٪ در آفریقای جنوبی مسیحی هستند.
نظرسنجی‌های یوروبارومتر در سال ۲۰۱۲ دربارهٔ دینداری در اتحادیه اروپا نشان داد که مسیحیت بزرگ‌ترین دین در اتحادیه اروپا است و ۷۲ درصد از جمعیت اتحادیه اروپا را تشکیل می‌دهد. کاتولیک‌ها بزرگ‌ترین گروه مسیحی هستند که ۴۸ درصد از شهروندان اتحادیه اروپا را تشکیل می‌دهند، در حالی که پروتستان‌ها ۱۲ درصد، ارتدوکس شرقی ۸ درصد و سایر مسیحیان ۴ درصد اقیلیت را تشکیل می‌دهند. ندانم‌گرایان ۱۶ درصد، خداناباوران ۷ درصد، و مسلمانان ۲ درصد را تشکیل می‌دهند.
در عین حال، سهم ساکنان آگنوستیک یا بی‌خدا در اروپا افزایش یافته‌است. اینها حدود ۱۸ درصد از جمعیت اروپا را در سال ۲۰۱۲ تشکیل می‌دادند به‌طور خاص، بیش از نیمی از جمعیت جمهوری چک (۷۹٪ از جمعیت ندانم‌گرا، خداناباور یا بی‌دین بودند)، بریتانیا (۵۲٪)، آلمان (۲۵–۳۳٪)، فرانسه (۳۰–۳۵٪) و هلند (۳۹–۴۴٪) ندانم‌گرا یا خداناباور هستند.
مانند سایر مناطق، محاجرت یهودیان و یهودیت در جهان غرب وجود دارد.
همچنین تعداد اندک اما رو به افزایشی از مردم در سراسر جهان غرب وجود دارند که به دنبال احیای مذاهب بومی اجداد اروپایی خود هستند. چنین گروه‌هایی شامل جنبش‌های بازسازی گرای آلمانی، رومی، هلنی، سلتی، اسلاو و چند خدایی هستند. به همین ترتیب، ویکا، معنویت عصر جدید و دیگر نظام‌های اعتقادی نو-بُت‌پرستی از حمایت اقلیت قابل توجهی در ایالات غربی آمریکا برخوردار هستند.

## ورزش
از دوران باستان کلاسیک، ورزش یکی از جنبه‌های مهم بیان فرهنگی غرب بوده‌است.

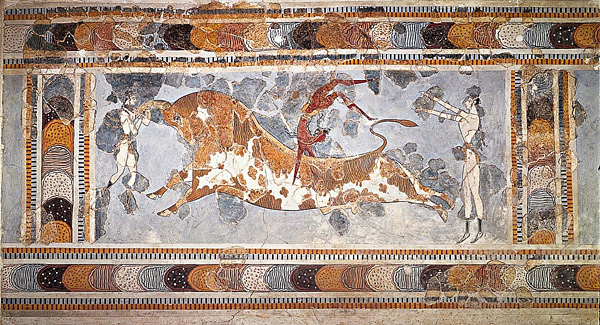
نقاشی دیواری گاو پرش از کاخ بزرگ در کنوسوس، کرت. ورزش بخش مهمی از فرهنگ غرب از دوران باستان کلاسیک بوده‌است.

در زمان یونان باستان طیف گسترده‌ای از ورزش‌ها ایجاد شده بود و فرهنگ نظامی و توسعه ورزش در یونان بر یکدیگر تأثیر قابل توجهی گذاشت. ورزش چنان بخش برجسته ای از فرهنگ آنها شد که یونانی‌ها بازی‌های المپیک را ایجاد کردند که در دوران باستان هر چهار سال یک بار در دهکده کوچکی در پلوپونسوس به نام المپیا برگزار می‌شد. بارون پیر دو کوبرتن، فرانسوی، احیای مدرن جنبش المپیک را تحریک کرد. اولین بازی‌های المپیک مدرن در سال ۱۸۹۶ در آتن برگزار شد.
رومی‌ها سازه‌های عظیمی مانند آمفی تئاترها را برای برگزاری جشنواره‌های ورزشی خود ساختند. رومی‌ها به ورزش‌های خونی علاقه نشان می‌دادند، مانند نبردهای بدنام گلادیاتوری که شرکت‌کنندگان را در یک مبارزه تا سرحد مرگ در مقابل هم قرار می‌داد. بازی‌های المپیک بسیاری از ورزش‌های دوران باستان را احیا کردند - مانند کشتی یونانی-رومی، دیسک و پرتاب نیزه. ورزش گاوبازی یک منظره سنتی اسپانیا، پرتغال، جنوب فرانسه و برخی از کشورهای آمریکای لاتین است. ریشه‌های آن به پرستش و قربانی کردن گاو نر پیش از تاریخ می‌رسد و اغلب به رم مرتبط است، جایی که بسیاری از رویدادهای انسان در مقابل حیوانات برگزار می‌شد. گاوبازی از اسپانیا به مستعمرات آمریکا و در قرن نوزدهم به فرانسه گسترش یافت و در آنجا به شکلی متمایز تبدیل شد.
دویدن و شکار در قرون وسطی اروپا ورزش‌های رایجی بود و طبقات اشراف اشتیاق زیادی به فعالیت‌های اوقات فراغت پیدا کردند. تعداد زیادی از ورزش‌های محبوب جهانی برای اولین بار در اروپا توسعه یا تدوین شدند. بازی مدرن گلف در اسکاتلند سرچشمه گرفت، جایی که اولین رکورد مکتوب گلف ممنوعیت بازی توسط جیمز دوم در سال ۱۴۵۷ است، به عنوان یک حواس‌پرتی ناخواسته برای یادگیری تیراندازی با کمان.

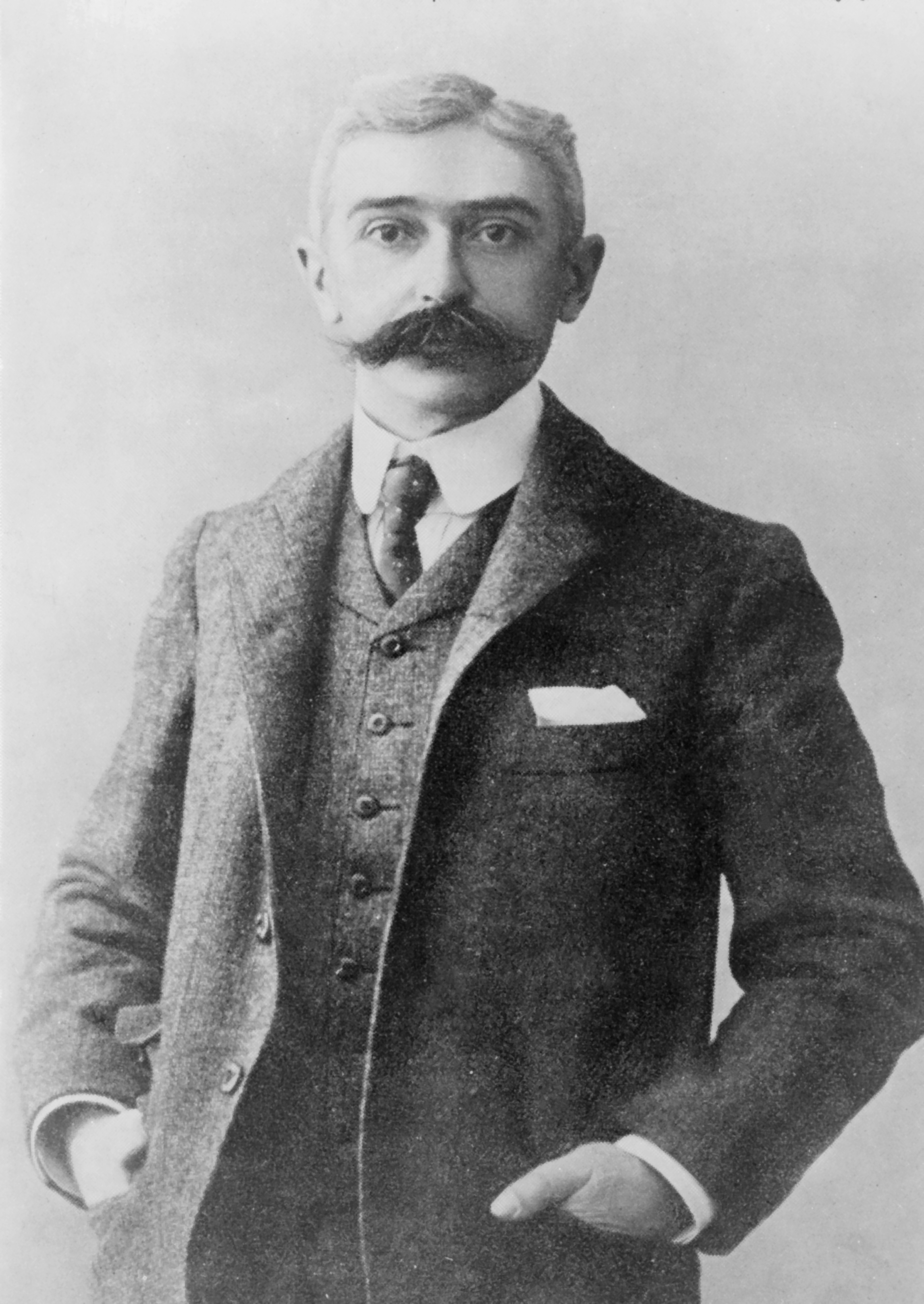
بارون پیر دو کوبرتن، بنیانگذار کمیته بین‌المللی المپیک و پدر بازی‌های المپیک مدرن به حساب می‌آید.

انقلاب صنعتی که در قرن هجدهم در بریتانیای کبیر آغاز شد، اوقات فراغت بیشتری را به ارمغان آورد و فرصت‌های بیشتری را برای شهروندان فراهم کرد تا در فعالیت‌های ورزشی شرکت کنند و همچنین ورزش تماشاگران را دنبال کنند. این روند با ظهور رسانه‌های جمعی و ارتباطات جهانی ادامه یافت. ورزش خفاش و توپ کریکت برای اولین بار در قرن شانزدهم در انگلستان بازی شد و از طریق امپراتوری بریتانیا به سراسر جهان صادر شد. تعدادی از ورزش‌های مدرن محبوب در قرن نوزدهم در بریتانیا ابداع یا تدوین شدند و شهرت جهانی پیدا کردند. اینها عبارتند از پینگ پنگ، تنیس مدرن، فوتبال انجمنی، نت بال و راگبی.
فوتبال (یا ساکر) همچنان در اروپا بسیار محبوب است، اما از مبدأ خود به عنوان بازی جهانی شناخته شده‌است. به‌طور مشابه، ورزش‌هایی مانند کریکت، راگبی و نت بال در سراسر جهان، به ویژه در میان کشورهای مشترک المنافع صادر شد، بنابراین هند و استرالیا از قوی‌ترین کشورهای کریکت هستند، در حالی که پیروزی در جام جهانی راگبی بین نیوزلند مشترک است. استرالیا، انگلستان و آفریقای جنوبی.
فوتبال استرالیایی یک گونه استرالیایی از فوتبال با شباهت به فوتبال گالیک و راگبی است که در اواسط قرن نوزدهم در مستعمره بریتانیا ویکتوریا تکامل یافت. ایالات متحده همچنین تنوع منحصر به فردی از ورزش‌های انگلیسی را توسعه داد. مهاجران انگلیسی پیشینیان بیسبال را در طول دوره استعمار به آمریکا بردند. تاریخچه فوتبال آمریکا را می‌توان در نسخه‌های اولیه فوتبال راگبی و فوتبال انجمنی دنبال کرد. بازی‌های زیادی به نام «فوتبال» در نیمه اول قرن نوزدهم در کالج‌ها و دانشگاه‌های ایالات متحده انجام می‌شد. فوتبال آمریکایی ناشی از چندین واگرایی عمده از راگبی است که مهم‌ترین آنها تغییرات قوانینی است که توسط والتر کمپ، «پدر فوتبال آمریکا» ایجاد شده‌است. بسکتبال در سال ۱۸۹۱ توسط جیمز نیسمیت، مربی تربیت بدنی کانادایی که در اسپرینگفیلد، ماساچوست، در ایالات متحده کار می‌کرد، اختراع شد. والیبال در هولیوک، ماساچوست، شهری در شمال اسپرینگفیلد، در سال ۱۸۹۵ ایجاد شد.

## مضامین و سنت‌ها
فرهنگ غرب مضامین و سنت‌های بسیاری را توسعه داده‌است که مهم‌ترین آنها عبارتند از:

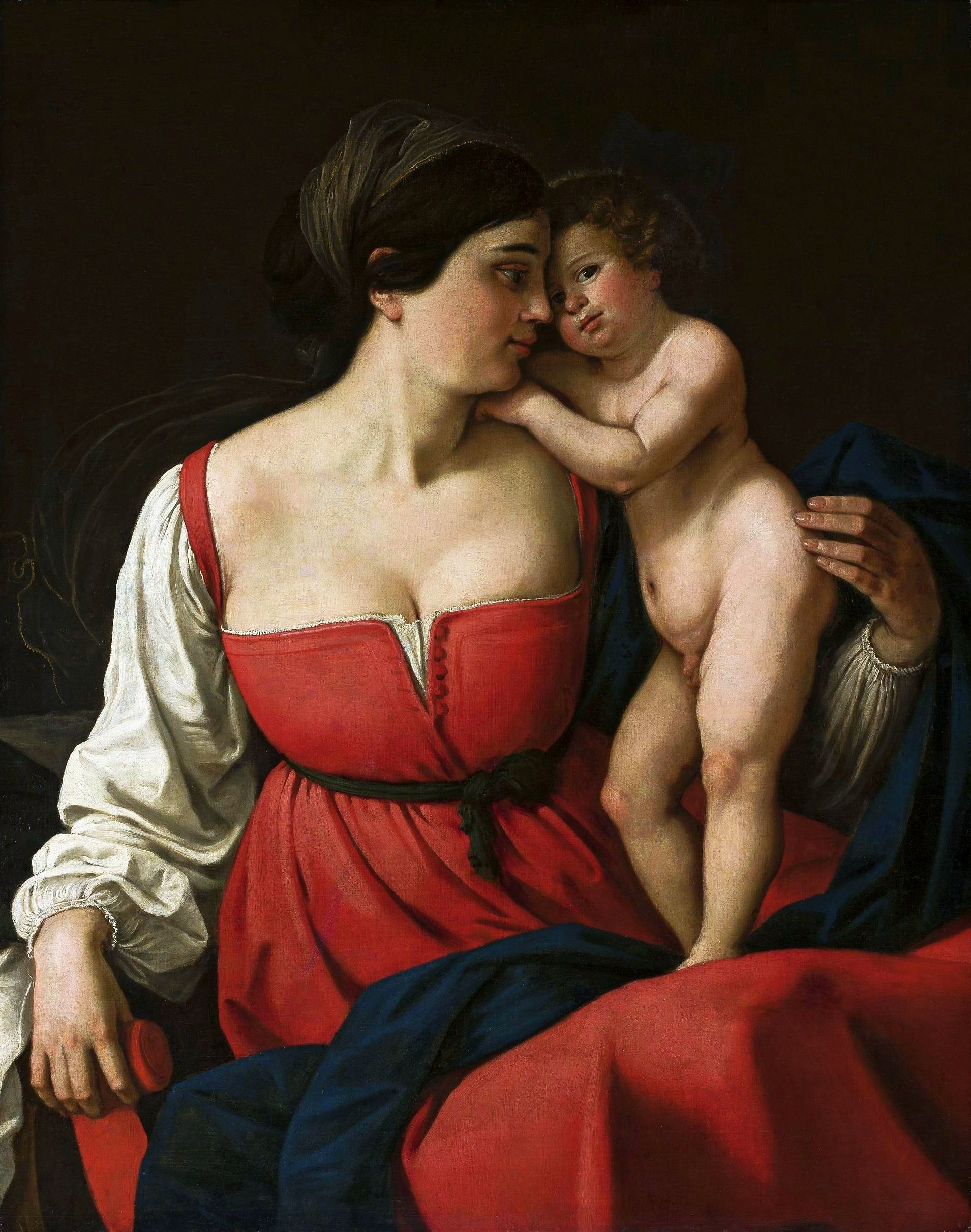
نقاشی مدونا و کودک توسط یک ایتالیایی ناشناس از نیمه اول قرن نوزدهم، رنگ روغن روی بوم

- حروف کلاسیک یونانی-رومی، هنرها، معماری، سنت‌های فلسفی و فرهنگی، که شامل تأثیر نویسندگان و فیلسوفان برجسته ای مانند سقراط، افلاطون، ارسطو، هومر، ویرژیل و سیسرو و همچنین یک سنت طولانی اساطیری است.
- سنت اخلاقی، فلسفی و اساطیری مسیحی، که عمدتاً از کتاب مقدس مسیحی، به ویژه اناجیل عهد جدید سرچشمه می‌گیرد.[۲۰۹][۲۱۰][۲۱۱]
- صومعه‌ها، مدارس، کتابخانه‌ها، کتاب‌ها، کتاب سازی، دانشگاه‌ها، آموزش، آموزش، و سالن‌های سخنرانی.
- سنت اهمیت حاکمیت قانون.
- اومانیسم سکولار، خردگرایی و اندیشه روشنگری. این امر زمینه‌ساز نگرش انتقادی جدید و زیر سؤال بردن علنی دین شد و طرفدار آزاداندیشی و زیر سؤال بردن کلیسا به عنوان یک مرجعیت بود که منجر به آرمان‌های آزاداندیشانه و اصلاح طلبانه در داخل شد، مانند الهیات آزادیبخش که تا حدی این جریان‌ها را پذیرفت و سکولار. و گرایش‌های سیاسی مانند جدایی کلیسا و دولت (که گاهی به آن لائیسیته می‌گویند)، آگنوستیک و بی خدایی.
- استفاده عمومی از برخی از اشکال الفبای لاتین یا یونانی، و اشکال مشتق شده، مانند سیریلیک، که توسط کشورهای اسلاوی جنوبی و شرقی با سنت ارتدوکس مسیحی، از لحاظ تاریخی تحت امپراتوری بیزانس و بعداً در منطقه تزاری روسیه یا منطقه تحت نفوذ شوروی استفاده می‌شود. . انواع دیگری از الفبای لاتین یا یونانی در الفبای گوتیک و قبطی یافت می‌شود که از نظر تاریخی جایگزین خط‌های قدیمی تر، مانند رون‌ها، و سیستم‌های دموتیک و هیروگلیف مصری شده‌است.
- قانون طبیعی، حقوق بشر، قانون اساسی، پارلمانتاریسم (یا ریاست جمهوری) و لیبرال دموکراسی رسمی در زمان‌های اخیر - قبل از قرن نوزدهم، بیشتر دولت‌های غربی هنوز سلطنتی بودند.
- در دوران مدرن، تأثیر زیادی بر بسیاری از آرمان‌ها و ارزش‌هایی که از رمانتیسم به ارث رسیده و به ارث رسیده‌است.
- تأکید بر علم و استفاده از آن به عنوان ابزاری برای درک جهان طبیعی و جایگاه بشر در آن.
- استفاده و کاربرد بارزتر از نوآوری و پیشرفت‌های علمی و همچنین رویکرد منطقی تر به پیشرفت علمی (آنچه به عنوان روش علمی شناخته شده‌است)